# Codici postali del Portogallo

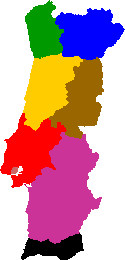
Postal Regioni Postali portoghesi: 1000 rosa; 2000 rosso; 3000 giallo; 4000 verde; 5000 blu; 6000 marrone; 7000 viola; 8000 nero; 9000 (non sono presenti le isole)

Lista dei codici postali del Portogallo

## Distretto di Aveiro

### Mealhada
- 3050 - Antes
- 3050 - Barcouço
- 3050 - Casal Comba
- 3050 - Luso
- 3050 - Mealhada
- 3050 - Pampilhosa
- 3050 - Vacariça
- 3050 - Ventosa do Bairro

### Murtosa
- 3870 - Bunheiro
- 3870 - Monte
- 3870 - Murtosa
- 3870 - Torreira

### Oliveira de Azeméis
- 3720 - Carregosa
- 3700 - Cesar
- 3700 - Fajões
- 3720 - Loureiro
- 3700 - Macieira de Sarnes
- 3720 - Macinhata da Seixa
- 3720 - Madail
- 3700 - Nogueira do Cravo
- 3720 - Oliveira de Azeméis
- 3720 - Ossela
- 3720 - Palmaz
- 3720 - Pindelo
- 3720 - Pinheiro da Bemposta
- 3720 - Santiago de Riba-Ul
- 3720 - São Martinho da Gândara
- 3720 - Travanca
- 3720 - Ul
- 3720 - São Roque
- 3720 - Vila de Cucujães

### Oliveira do Bairro
- 3770 - Bustos
- 3770 - Mamarrosa
- 3770 - Oiã
- 3770 - Oliveira do Bairro
- 3770 - Palhaça
- 3770 - Troviscal

### Águeda
- 3750 - Agadão
- 3750 - Aguada de Baixo
- 3750 - Aguada de Cima
- 3750 - Águeda
- 3750 - Barrô
- 3750 - Belazaima do Chão
- 3750 - Castanheira do Vouga
- 3750 - Espinhel
- 3750 - Fermentelos
- 3750 - Lamas do Vouga
- 3750 - Macieira de Alcoba
- 3750 - Macinhata do Vouga
- 3750 - Óis da Ribeira
- 3750 - Préstimo
- 3750 - Recardães
- 3750 - Segadães
- 3750 - Travassô
- 3750 - Trofa
- 3750 - Valongo do Vouga
- 3750 - Borralha

### Albergaria-a-Velha
- 3850 - Albergaria-a-Velha
- 3850 - Alquerubim
- 3850 - Angeja
- 3850 - Branca
- 3850 - Frossos
- 3850 - Ribeira de Fráguas
- 3850 - São João de Loure
- 3850 - Valmaior

### Anadia
- 3780 - Amoreira da Gândara
- 3780 - Ancas
- 3780 - Arcos
- 3780 - Avelãs de Caminho
- 3780 - Avelãs de Cima
- 3780 - Mogofores
- 3780 - Moita
- 3780 - Óis do Bairro
- 3780 - Sangalhos
- 3780 - São Lourenço do Bairro
- 3780 - Tamengos
- 3780 - Vila Nova de Monsarros
- 3780 - Vilarinho do Bairro
- 3780 - Paredes do Bairro
- 3780 - Aguim

### Arouca
- 4540 - Albergaria da Serra
- 4540 - Alvarenga
- 4540 - Arouca
- 4540 - Burgo
- 4540 - Cabreiros
- 4540 - Canelas
- 4540 - Chave
- 4540 - Covelo de Paivó
- 4540 - Escariz
- 4540 - Espiunca
- 4540 - Fermedo
- 4540 - Janarde
- 4540 - Mansores
- 4540 - Moldes
- 4540 - Rossas
- 4540 - Santa Eulália
- 4540 - São Miguel do Mato
- 4540 - Tropeço
- 4540 - Urrô
- 4540 - Várzea

### Aveiro
- 3810 - Aradas
- 3800 - Cacia
- 3800 - Eirol
- 3800 - Eixo
- 3800 - Esgueira
- 3810 - Glória
- 3810 - Nariz
- 3810 - Oliveirinha
- 3800 - Requeixo
- 3810 - São Bernardo
- 3800 - São Jacinto
- 3800 - Vera Cruz
- 3810 - Santa Joana
- 3810 - Nossa Senhora de Fátima

### Castelo de Paiva
- 4550 - Bairros
- 4550 - Fornos
- 4550 - Paraíso
- 4550 - Pedorido
- 4550 - Raiva
- 4550 - Real
- 4550 - Santa Maria de Sardoura
- 4550 - São Martinho de Sardoura
- 4550 - Sobrado

### Espinho
- 4500 - Anta
- 4500 - Espinho
- 4500 - Guetim
- 4500 - Paramos
- 4500 - Silvalde

### Estarreja
- 3860 - Avanca
- 3860 - Beduído
- 3865 - Canelas
- 3865 - Fermelã
- 3860 - Pardilhó
- 3865 - Salreu
- 3860 - Veiros

### Santa Maria da Feira
- 4505 - Argoncilhe
- 3700 - Arrifana
- 4525 - Canedo
- 4520 - Escapães
- 4520 - Espargo
- 4520 - Feira
- 4505 - Fiães
- 4520 - Fornos
- 4525 - Gião
- 4525 - Guisande
- 4505 - Lobão
- 4525 - Louredo
- 4535 - Lourosa
- 3700 - Milheirós de Poiares
- 4520 - Mosteiró
- 4535 - Mozelos
- 4500 - Nogueira da Regedoura
- 4535 - São Paio de Oleiros
- 4535 - Paços de Brandão
- 4505 - Pigeiros
- 4520 - Rio Meão
- 3700 - Romariz
- 4520 - Sanfins
- 4505 - Sanguedo
- 4535 - Santa Maria de Lamas
- 4520 - São João de Ver
- 4505 - Caldas de São Jorge
- 4520 - Souto
- 4520 - Travanca
- 4525 - Vale
- 4525 - Travanca

### Ílhavo
- 3830 - Gafanha do Carmo
- 3830 - Gafanha da Encarnação
- 3830 - Gafanha da Nazaré
- 3830 - Ílhavo (São Salvador)

### Ovar
- 3885 - Arada
- 3885 - Cortegaça
- 3885 - Esmoriz
- 3885 - Maceda
- 3880 - Ovar
- 3880 - São Vicente de Pereira Jusã
- 3880 - Válega
- 3880 - São João

### São João da Madeira
- 3700 - São João da Madeira

### Sever do Vouga
- 3740 - Cedrim
- 3740 - Couto de Esteves
- 3740 - Paradela
- 3740 - Pessegueiro do Vouga
- 3740 - Rocas do Vouga
- 3740 - Sever do Vouga
- 3740 - Silva Escura
- 3740 - Talhadas
- 3740 - Dornelas

### Vagos
- 3840 - Calvão
- 3840 - Covão do Lobo
- 3840 - Fonte de Angeão
- 3840 - Gafanha da Boa Hora
- 3840 - Ouca
- 3840 - Ponte de Vagos
- 3840 - Sosa
- 3840 - Vagos
- 3840 - Santo António de Vagos
- 3840 - Santo André de Vagos
- 3840 - Santa Catarina

### Vale de Cambra
- 3730 - Arões
- 3730 - São Pedro de Castelões
- 3730 - Cepelos
- 3730 - Codal
- 3730 - Junqueira
- 3730 - Macieira de Cambra
- 3730 - Rôge
- 3730 - Vila Chã
- 3730 - Vila Cova de Perrinho

## Distretto di Beja

### Aljustrel
- 7600 - Aljustrel
- 7600 - Ervidel
- 7600 - Messejana
- 7600 - São João de Negrilhos
- 7600 - Rio de Moinhos

### Almodôvar
- 7700 - Almodôvar
- 7700 - Gomes Aires
- 7700 - Rosário
- 7700 - Santa Clara-a-Nova
- 7700 - Santa Cruz
- 7700 - São Barnabé
- 7700 - Senhora da Graça de Padrões
- 7700 - Aldeia dos Fernandes

### Alvito
- 7920 - Alvito
- 7920 - Vila Nova da Baronia

### Barrancos
- 7230 - Barrancos

### Beja
- 7800 - Albernoa
- 7800 - Baleizão
- 7800 - Beringel
- 7800 - Cabeça Gorda
- 7800 - Mombeja
- 7800 - Nossa Senhora das Neves
- 7800 - Quintos
- 7800 - Salvada
- 7800 - Salvador
- 7800 - Santa Clara de Louredo
- 7800 - Santa Maria da Feira
- 7800 - Santa Vitória
- 7800 - Santiago Maior
- 7800 - São Brissos
- 7800 - São João Baptista
- 7800 - São Matias
- 7800 - Trindade
- 7800 - Trigaches

### Castro Verde
- 7780 - Casével
- 7780 - Castro Verde
- 7780 - Entradas
- 7780 - Santa Bárbara de Padrões
- 7780 - São Marcos da Ataboeira

### Cuba
- 7940 - Cuba
- 7940 - Faro do Alentejo
- 7940 - Vila Alva
- 7940 - Vila Ruiva

### Ferreira do Alentejo
- 7900 - Alfundão
- 7900 - Ferreira do Alentejo
- 7900 - Figueira dos Cavaleiros
- 7900 - Odivelas
- 7900 - Peroguarda
- 7900 - Canhestros

### Mértola
- 7750 - Alcaria Ruiva
- 7750 - Corte do Pinto
- 7750 - Espírito Santo
- 7750 - Mértola
- 7750 - Santana de Cambas
- 7750 - São João dos Caldeireiros
- 7750 - São Miguel do Pinheiro
- 7750 - São Pedro de Solis
- 7750 - São Sebastião dos Carros

### Moura
- 7885 - Amareleja
- 7885 - Póvoa de São Miguel
- 7875 - Safara
- 7860 - Santo Agostinho
- 7875 - Santo Aleixo da Restauração
- 7875 - Santo Amador
- 7860 - São João Baptista
- 7875 - Sobral da Adiça

### Odemira
- 7630 - Colos
- 7630 - Relíquias
- 7665 - Sabóia
- 7665 - Santa Clara-a-Velha
- 7630 - Santa Maria
- 7630 - São Luís
- 7630 - São Martinho das Amoreiras
- 7630 - São Salvador
- 7630 - São Teotónio
- 7630 - Vale de Santiago
- 7645 - Vila Nova de Milfontes
- 7665 - Pereiras-Gare
- 7630 - Bicos
- 7630 - Zambujeira do Mar
- 7665 - Luzianes-Gare
- 7630 - Boavista dos Pinheiros
- 7630 - Longueira/Almograve

### Ourique
- 7670 - Conceição
- 7670 - Garvão
- 7670 - Ourique
- 7670 - Panoias
- 7670 - Santa Luzia
- 7670 - Santana da Serra

### Serpa
- 7830 - Vila Nova de São Bento
- 7830 - Brinches
- 7830 - Pias
- 7830 - Salvador
- 7830 - Santa Maria
- 7830 - Vale de Vargo
- 7830 - Vila Verde de Ficalho

### Vidigueira
- 7960 - Pedrógão
- 7960 - Selmes
- 7960 - Vidigueira
- 7960 - Vila de Frades

## Distretto di Braga

### Amares
- 4720 - Amares
- 4720 - Barreiros
- 4720 - Besteiros
- 4720 - Bico
- 4720 - Caires
- 4720 - Caldelas
- 4720 - Carrazedo
- 4720 - Dornelas
- 4720 - Ferreiros
- 4720 - Figueiredo
- 4720 - Fiscal
- 4720 - Goães
- 4720 - Lago
- 4720 - Paranhos
- 4720 - Paredes Secas
- 4720 - Portela
- 4720 - Prozelo
- 4720 - Rendufe
- 4720 - Bouro (Santa Maria)
- 4720 - Sequeiros
- 4720 - Seramil
- 4720 - Torre
- 4720 - Vilela

### Barcelos
- 4750 - Abade de Neiva
- 4750 - Aborim
- 4755 - Adães
- 4750 - Aguiar
- 4755 - Airó
- 4905 - Aldreu
- 4750 - Alheira
- 4755 - Alvelos
- 4750 - Arcozelo
- 4750 - Areias
- 4755 - Areias de Vilar
- 4905 - Balugães
- 4755 - Barcelinhos
- 4750 - Barcelos
- 4740 - Barqueiros
- 4775 - Cambeses
- 4750 - Campo
- 4750 - Carapeços
- 4775 - Carreira
- 4755 - Carvalhal
- 4755 - Carvalhos
- 4775 - Chavão
- 4755 - Chorente
- 4750 - Cossourado
- 4755 - Courel
- 4750 - Couto
- 4750 - Creixomil
- 4755 - Cristelo
- 4905 - Durrães
- 4755 - Encourados
- 4755 - Faria
- 4750 - Feitos
- 4775 - Fonte Coberta
- 4755 - Fornelos
- 4905 - Fragoso
- 4755 - Gamil
- 4755 - Gilmonde
- 4755 - Goios
- 4775 - Grimancelos
- 4755 - Gueral
- 4750 - Igreja Nova
- 4750 - Lama
- 4750 - Lijó
- 4755 - Macieira de Rates
- 4750 - Manhente
- 4750 - Mariz
- 4755 - Martim
- 4755 - Midões
- 4755 - Milhazes
- 4775 - Minhotães
- 4775 - Monte de Fralães
- 4755 - Moure
- 4775 - Negreiros
- 4750 - Oliveira
- 4905 - Palme
- 4750 - Panque
- 4755 - Paradela
- 4755 - Pedra Furada
- 4755 - Pereira
- 4750 - Perelhal
- 4755 - Pousa
- 4750 - Quintiães
- 4755 - Remelhe
- 4750 - Roriz
- 4755 - Rio Covo (Santa Eugénia)
- 4755 - Rio Covo (Santa Eulália)
- 4750 - Tamel (Santa Leocádia)
- 4750 - Galegos (Santa Maria)
- 4755 - Bastuço (Santo Estevão)
- 4755 - Bastuço (São João)
- 4750 - Alvito (São Martinho)
- 4750 - Galegos (São Martinho)
- 4750 - Vila Frescainha (São Martinho)
- 4750 - Alvito (São Pedro)
- 4750 - Vila Frescainha (São Pedro)
- 4750 - Tamel (São Pedro Fins)
- 4750 - Tamel (São Veríssimo)
- 4755 - Sequeade
- 4750 - Silva
- 4775 - Silveiros
- 4905 - Tregosa
- 4750 - Ucha
- 4755 - Várzea
- 4775 - Viatodos
- 4750 - Vila Boa
- 4750 - Vila Cova
- 4755 - Vila Seca
- 4755 - Vilar de Figos
- 4750 - Vilar do Monte

### Braga
- 4710 - Adaúfe
- 4705 - Arcos
- 4705 - Arentim
- 4705 - Aveleda
- 4705 - Cabreiros
- 4705 - Celeirós
- 4700 - Cividade
- 4710 - Crespos
- 4705 - Cunha
- 4700 - Dume
- 4705 - Escudeiros
- 4715 - Espinho
- 4705 - Esporões
- 4705 - Ferreiros
- 4705 - Figueiredo
- 4715 - Fraião
- 4700 - Frossos
- 4705 - Gondizalves
- 4710 - Gualtar
- 4705 - Guisande
- 4715 - Lamaçães
- 4705 - Lamas
- 4705 - Lomar
- 4700 - Maximinos
- 4700 - Mire de Tibães
- 4705 - Morreira
- 4710 - Navarra
- 4715 - Nogueira
- 4715 - Nogueiró
- 4700 - Padim da Graça
- 4700 - Palmeira
- 4700 - Panoias
- 4700 - Parada de Tibães
- 4715 - Pedralva
- 4710 - Pousada
- 4705 - Priscos
- 4700 - Real
- 4705 - Ruílhe
- 4710 - Santa Lucrécia de Algeriz
- 4705 - Penso (Santo Estêvão)
- 4700 - São João do Souto
- 4705 - São José de São Lázaro
- 4700 - Passos (São Julião)
- 4715 - São Mamede Este
- 4700 - São Paio Merelim
- 4715 - São Pedro (Este)
- 4700 - São Pedro Merelim
- 4705 - São Pedro Oliveira
- 4700 - São Vicente
- 4705 - São Vicente Penso
- 4710 - São Victor
- 4700 - Sé
- 4705 - Semelhe
- 4709 - Sequeira
- 4715 - Sobreposta
- 4705 - Tadim
- 4705 - Tebosa
- 4715 - Tenões
- 4705 - Trandeiras
- 4705 - Vilaça
- 4705 - Vimieiro
- 4705 - Fradelos

### Cabeceiras de Basto
- 4860 - Abadim
- 4860 - Alvite
- 4860 - Arco de Baúlhe
- 4860 - Basto
- 4860 - Bucos
- 4860 - Cabeceiras de Basto
- 4860 - Cavez
- 4860 - Faia
- 4860 - Gondiães
- 4860 - Outeiro
- 4860 - Painzela
- 4860 - Passos
- 4860 - Pedraça
- 4860 - Refojos de Basto
- 4860 - Rio Douro
- 4860 - Vila Nune
- 4860 - Vilar de Cunhas

### Celorico de Basto
- 4615 - Agilde
- 4890 - Arnoia
- 4890 - Borba de Montanha
- 4890 - Britelo
- 4890 - Caçarilhe
- 4890 - Canedo de Basto
- 4890 - Carvalho
- 4890 - Codeçoso
- 4890 - Corgo
- 4890 - Fervença
- 4890 - Gagos
- 4890 - Gémeos
- 4890 - Infesta
- 4890 - Molares
- 4890 - Moreira do Castelo
- 4890 - Ourilhe
- 4820 - Rego
- 4890 - Ribas
- 4890 - Basto (Santa Tecla)
- 4890 - Basto (São Clemente)
- 4890 - Vale de Bouro
- 4890 - Veade

### Esposende
- 4740 - Antas
- 4740 - Apúlia
- 4740 - Belinho
- 4740 - Curvos
- 4740 - Esposende
- 4740 - Fão
- 4740 - Fonte Boa
- 4740 - Forjães
- 4740 - Gandra
- 4740 - Gemeses
- 4740 - Mar
- 4740 - Marinhas
- 4740 - Palmeira de Faro
- 4740 - Rio Tinto
- 4740 - Vila Chã

### Fafe
- 4820 - Aboim

- 4820 - Agrela
- 4820 - Antime
- 4820 - Ardegão
- 4820 - Armil
- 4820 - Arnozela
- 4820 - Cepães
- 4820 - Estorãos
- 4820 - Fafe
- 4820 - Fareja
- 4820 - Felgueiras
- 4820 - Fornelos
- 4820 - Freitas
- 4820 - Golães
- 4820 - Gontim
- 4820 - Medelo
- 4820 - Monte
- 4820 - Moreira do Rei
- 4820 - Passos
- 4820 - Pedraído
- 4820 - Queimadela
- 4820 - Quinchães
- 4820 - Regadas
- 4820 - Revelhe
- 4820 - Ribeiros
- 4820 - Arões (Santa Cristina)
- 4820 - São Clemente (Silvares)
- 4820 - São Gens
- 4820 - São Martinho (Silvares)
- 4820 - Arões (São Romão)
- 4820 - Seidões
- 4820 - Serafão
- 4820 - Travassós
- 4820 - Várzea Cova
- 4820 - Vila Cova
- 4820 - Vinhós

### Guimarães
- 4800 - Aldão
- 4800 - Arosa
- 4800 - Atães
- 4800 - Azurém
- 4805 - Balazar
- 4805 - Barco
- 4805 - Brito
- 4805 - Caldelas
- 4810 - Calvos
- 4800 - Castelões
- 4815 - Conde
- 4810 - Costa
- 4835 - Creixomil
- 4805 - Donim
- 4800 - Fermentões
- 4805 - Figueiredo
- 4835 - Gandarela
- 4810 - Gémeos
- 4800 - Gominhães
- 4800 - Gonça
- 4835 - Gondar
- 4800 - Gondomar
- 4765 - Guardizela
- 4810 - Infantas
- 4805 - Leitões
- 4805 - Longos
- 4815 - Lordelo
- 4835 - Mascotelos
- 4810 - Mesão Frio
- 4815 - Moreira de Cónegos
- 4835 - Nespereira
- 4805 - São Vicente de Oleiros
- 4800 - Oliveira do Castelo
- 4800 - Pencelo
- 4810 - Pinheiro
- 4835 - Polvoreira
- 4805 - Ponte
- 4800 - Rendufe
- 4805 - Ronfe
- 4805 - Salvador (Briteiros)
- 4800 - Santa Eufémia Prazins
- 4809 - Santa Leocádia (Briteiros)
- 4805 - Santa Maria (Airão)
- 4800 - Souto (Santa Maria)
- 4835 - Santiago (Candoso)
- 4805 - Santo Estevão (Briteiros)
- 4800 - Santo Tirso (Prazins)
- 4805 - São Clemente Sande
- 4835 - São Cristóvão (Selho)
- 4815 - São Faustino
- 4805 - São João Airão
- 4835 - São Jorge (Selho)
- 4805 - São Lourenço Sande
- 4800 - São Lourenço (Selho)
- 4835 - São Martinho (Candoso)
- 4805 - São Martinho Sande
- 4810 - São Paio (Guimarães)
- 4800 - Souto (São Salvador)
- 4810 - São Sebastião (Guimarães)
- 4810 - São Tomé Abação
- 4800 - São Torcato
- 4765 - Serzedelo
- 4810 - Serzedo
- 4835 - Silvares
- 4835 - Tabuadelo
- 4810 - Urgezes
- 4805 - Vermil
- 4805 - Vila Nova Sande
- 4805 - Corvite

### Póvoa de Lanhoso
- 4830 - Águas Santas
- 4830 - Ajude
- 4830 - Brunhais
- 4830 - Calvos
- 4830 - Campos
- 4830 - Covelas
- 4830 - Esperança
- 4830 - Ferreiros
- 4830 - Fonte Arcada
- 4830 - Frades
- 4830 - Friande
- 4830 - Galegos
- 4830 - Garfe
- 4830 - Geraz do Minho
- 4830 - Lanhoso
- 4830 - Louredo
- 4830 - Monsul
- 4830 - Moure
- 4830 - Nossa Senhora do Amparo
- 4830 - Oliveira
- 4830 - Rendufinho
- 4830 - Santo Emilião
- 4830 - São João de Rei
- 4830 - Serzedelo
- 4830 - Sobradelo da Goma
- 4830 - Taíde
- 4830 - Travassos
- 4830 - Verim
- 4830 - Vilela

### Terras de Bouro
- 4840 - Balança
- 4840 - Brufe
- 4840 - Campo do Gerês
- 4840 - Carvalheira
- 4840 - Chamoim
- 4840 - Chorense (Santa Marinha)
- 4840 - Cibões
- 4840 - Covide (São Mamede)
- 4840 - Gondoriz
- 4840 - Moimenta (Santo André)
- 4840 - Monte (Santa Isabel)
- 4840 - Ribeira
- 4845 - Rio Caldo
- 4840 - Souto
- 4845 - Valdosende
- 4840 - Vilar
- 4845 - Vilar da Veiga

### Vieira do Minho
- 4850 - Anissó
- 4850 - Anjos
- 4850 - Campos
- 4850 - Caniçada
- 4850 - Cantelães
- 4850 - Cova
- 4850 - Eira Vedra
- 4850 - Guilhofrei
- 4850 - Louredo
- 4850 - Mosteiro
- 4850 - Parada do Bouro
- 4850 - Pinheiro
- 4850 - Rossas
- 4850 - Ruivães
- 4850 - Salamonde
- 4850 - Soengas
- 4850 - Soutelo
- 4850 - Tabuaças
- 4850 - Ventosa
- 4850 - Vieira do Minho
- 4850 - Vilar Chão

### Vila Nova de Famalicão
- 4770 - Abade de Vermoim
- 4760 - Antas
- 4770 - Avidos
- 4765 - Bairro
- 4770 - Bente
- 4760 - Brufe
- 4770 - Cabeçudos
- 4760 - Calendário
- 4765 - Carreira
- 4770 - Castelões
- 4760 - Cavalões
- 4770 - Cruz
- 4765 - Delães
- 4760 - Esmeriz
- 4760 - Fradelos
- 4760 - Gavião
- 4760 - Gondifelos
- 4770 - Jesufrei
- 4770 - Joane
- 4770 - Lagoa
- 4770 - Landim
- 4775 - Lemenhe
- 4760 - Louro
- 4760 - Lousado
- 4770 - Mogege
- 4770 - Mouquim
- 4775 - Nine
- 4765 - Novais
- 4760 - Outiz
- 4765 - Pedome
- 4770 - Portela
- 4770 - Pousada de Saramagos
- 4770 - Requião
- 4765 - Riba de Ave
- 4760 - Ribeirão
- 4770 - Ruivães
- 4775 - Arnoso (Santa Eulália)
- 4770 - Arnoso (Santa Maria)
- 4765 - Santa Maria Oliveira
- 4770 - São Cosme Vale
- 4770 - São Martinho Vale
- 4765 - São Mateus Oliveira
- 4770 - São Miguel Seide
- 4770 - São Paio Seide
- 4770 - Sezures
- 4770 - Telhado
- 4770 - Vermoim
- 4760 - Vila Nova de Famalicão
- 4760 - Vilarinho das Cambas

### Vila Verde
- 4730 - Aboim da Nóbrega
- 4730 - Arcozelo
- 4730 - Atães
- 4730 - Atiães
- 4730 - Azões
- 4730 - Barbudo
- 4730 - Barros
- 4730 - Cabanelas
- 4730 - Cervães
- 4730 - Codeceda
- 4730 - Coucieiro
- 4730 - Covas
- 4730 - Dossãos
- 4730 - Duas Igrejas
- 4730 - Esqueiros
- 4730 - Freiriz
- 4730 - Geme
- 4730 - Goães
- 4730 - Godinhaços
- 4730 - Gomide
- 4730 - Gondiães
- 4730 - Gondomar
- 4730 - Lage
- 4730 - Lanhas
- 4730 - Loureira
- 4730 - Marrancos
- 4730 - Mós
- 4730 - Moure
- 4730 - Nevogilde
- 4730 - Oleiros
- 4730 - Parada de Gatim
- 4730 - Passó
- 4730 - Pedregais
- 4730 - Penascais
- 4730 - Pico
- 4730 - Pico de Regalados
- 4730 - Ponte
- 4730 - Portela das Cabras
- 4730 - Rio Mau
- 4730 - Sabariz
- 4730 - Sande
- 4730 - Vila de Prado
- 4730 - Oriz (Santa Marinha)
- 4730 - Santiago Carreiras
- 4730 - São Mamede (Escariz)
- 4730 - São Martinho (Escariz)
- 4730 - São Martinho Valbom
- 4730 - São Miguel Carreiras
- 4730 - Oriz (São Miguel)
- 4730 - Prado (São Miguel)
- 4730 - São Pedro Valbom
- 4730 - Soutelo
- 4730 - Travassós
- 4730 - Turiz
- 4730 - Valdreu
- 4730 - Valões
- 4730 - Vila Verde
- 4730 - Vilarinho

### Vizela
- 4620 - Santa Eulália
- 4815 - São João (Caldas de Vizela)
- 4815 - São Miguel (Caldas de Vizela)
- 4815 - Infias
- 4815 - Tagilde
- 4815 - Vizela (Santo Adrião)
- 4815 - Vizela (São Paio)

## Distretto di Bragança

### Alfândega da Fé
- 5350 - Agrobom
- 5350 - Alfândega da Fé
- 5350 - Cerejais
- 5350 - Eucisia
- 5350 - Ferradosa
- 5350 - Gebelim
- 5350 - Gouveia
- 5350 - Parada
- 5350 - Pombal
- 5350 - Saldonha
- 5350 - Sambade
- 5350 - Sendim da Ribeira
- 5350 - Sendim da Serra
- 5350 - Soeima
- 5350 - Vale Pereiro
- 5350 - Vales
- 5350 - Valverde
- 5350 - Vilar Chão
- 5350 - Vilarelhos
- 5350 - Vilares de Vilariça

### Bragança
- 5300 - Alfaião
- 5300 - Aveleda
- 5300 - Babe
- 5300 - Baçal
- 5300 - Calvelhe
- 5300 - Carragosa
- 5300 - Carrazedo
- 5300 - Castrelos
- 5300 - Castro de Avelãs
- 5300 - Coelhoso
- 5300 - Deilão
- 5300 - Donai
- 5300 - Espinhosela
- 5300 - Failde
- 5300 - França
- 5300 - Gimonde
- 5300 - Gondesende
- 5300 - Gostei
- 5300 - Grijó de Parada
- 5300 - Izeda
- 5300 - Macedo do Mato
- 5300 - Meixedo
- 5300 - Milhão
- 5300 - Mós
- 5300 - Nogueira
- 5300 - Outeiro
- 5300 - Parada
- 5300 - Paradinha Nova
- 5300 - Parâmio
- 5300 - Pinela
- 5300 - Pombares
- 5300 - Quintanilha
- 5300 - Quintela de Lampaças
- 5300 - Rabal
- 5300 - Rebordainhos
- 5300 - Rebordãos
- 5300 - Rio Frio
- 5300 - Rio de Onor
- 5300 - Salsas
- 5300 - Samil
- 5300 - Santa Comba de Rossas
- 5300 - Santa Maria
- 5300 - São Julião de Palácios
- 5300 - São Pedro de Sarracenos
- 5301 - Sé
- 5300 - Sendas
- 5300 - Serapicos
- 5300 - Sortes
- 5300 - Zoio

### Carrazeda de Ansiães
- 5140 - Amedo
- 5140 - Beira Grande
- 5140 - Belver
- 5140 - Carrazeda de Ansiães
- 5140 - Castanheiro
- 5140 - Fonte Longa
- 5140 - Lavandeira
- 5140 - Linhares
- 5140 - Marzagão
- 5140 - Mogo de Malta
- 5140 - Parambos
- 5140 - Pereiros
- 5140 - Pinhal do Norte
- 5140 - Pombal
- 5140 - Ribalonga
- 5140 - Seixo de Ansiães
- 5140 - Selores
- 5140 - Vilarinho da Castanheira
- 5140 - Zedes

### Freixo de Espada à Cinta
- 5180 - Fornos
- 5180 - Freixo de Espada à Cinta
- 5180 - Lagoaça
- 5180 - Ligares
- 5180 - Mazouco
- 5180 - Poiares

### Macedo de Cavaleiros
- 5340 - Ala
- 5340 - Amendoeira
- 5340 - Arcas
- 5340 - Bagueixe
- 5340 - Bornes
- 5340 - Burga
- 5340 - Carrapatas
- 5340 - Castelãos
- 5340 - Chacim
- 5340 - Cortiços
- 5340 - Corujas
- 5340 - Edroso
- 5340 - Espadanedo
- 5340 - Ferreira
- 5340 - Grijó
- 5340 - Lagoa
- 5340 - Lamalonga
- 5340 - Lamas
- 5340 - Lombo
- 5340 - Macedo de Cavaleiros
- 5340 - Morais
- 5340 - Murçós
- 5340 - Olmos
- 5340 - Peredo
- 5340 - Podence
- 5340 - Salselas
- 5340 - Santa Combinha
- 5340 - Sesulfe
- 5340 - Soutelo Mourisco
- 5340 - Talhas
- 5340 - Talhinhas
- 5340 - Vale Benfeito
- 5340 - Vale da Porca
- 5340 - Vale de Prados
- 5340 - Vilar do Monte
- 5340 - Vilarinho de Agrochão
- 5340 - Vilarinho do Monte
- 5340 - Vinhas

### Miranda do Douro
- 5225 - Atenor
- 5210 - Cicouro
- 5210 - Constantim
- 5210 - Duas Igrejas
- 5210 - Genísio
- 5210 - Ifanes
- 5210 - Malhadas
- 5210 - Miranda do Douro
- 5225 - Palaçoulo
- 5210 - Paradela
- 5225 - Picote
- 5210 - Póvoa
- 5210 - São Martinho de Angueira
- 5225 - Sendim
- 5225 - Silva
- 5210 - Vila Chã de Braciosa
- 5225 - Águas Vivas

### Mirandela
- 5370 - Abambres
- 5370 - Abreiro
- 5385 - Aguieiras
- 5370 - Alvites
- 5370 - Avantos
- 5370 - Avidagos
- 5370 - Barcel
- 5385 - Bouça
- 5370 - Cabanelas
- 5370 - Caravelas
- 5370 - Carvalhais
- 5370 - Cedães
- 5370 - Cobro
- 5385 - Fradizela
- 5370 - Franco
- 5370 - Frechas
- 5370 - Freixeda
- 5370 - Lamas de Orelhão
- 5370 - Marmelos
- 5370 - Mascarenhas
- 5370 - Mirandela
- 5385 - Múrias
- 5370 - Navalho
- 5370 - Passos
- 5370 - Pereira
- 5370 - Romeu
- 5385 - São Pedro Velho
- 5370 - São Salvador
- 5370 - Suçães
- 5385 - Torre de Dona Chama
- 5370 - Vale de Asnes
- 5385 - Vale de Gouvinhas
- 5370 - Vale de Salgueiro
- 5385 - Vale de Telhas
- 5370 - Valverde
- 5370 - Vila Boa
- 5370 - Vila Verde

### Mogadouro
- 5200 - Azinhoso
- 5200 - Bemposta (Mogadouro)
- 5200 - Bruçó
- 5200 - Brunhoso
- 5200 - Brunhosinho
- 5200 - Castanheira
- 5200 - Castelo Branco
- 5350 - Castro Vicente
- 5200 - Meirinhos
- 5200 - Mogadouro
- 5200 - Paradela
- 5200 - Penas Roias
- 5200 - Peredo da Bemposta
- 5200 - Remondes
- 5200 - Saldanha
- 5200 - Sanhoane
- 5200 - São Martinho do Peso
- 5200 - Soutelo
- 5200 - Tó
- 5200 - Travanca
- 5200 - Urrós
- 5200 - Vale da Madre
- 5200 - Vale de Porco
- 5200 - Valverde
- 5200 - Ventozelo
- 5200 - Vila de Ala
- 5200 - Vilar de Rei
- 5200 - Vilarinho dos Galegos

### Torre de Moncorvo
- 5160 - Açoreira
- 5160 - Adeganha
- 5160 - Cabeça Boa
- 5160 - Cardanha
- 5160 - Carviçais
- 5160 - Castedo
- 5160 - Felgar
- 5160 - Felgueiras
- 5160 - Horta da Vilariça
- 5160 - Larinho
- 5160 - Lousa
- 5160 - Maçores
- 5160 - Mós
- 5160 - Peredo dos Castelhanos
- 5160 - Souto da Velha
- 5160 - Torre de Moncorvo
- 5160 - Urros

### Vila Flor
- 5360 - Assares
- 5360 - Benlhevai
- 5360 - Candoso
- 5360 - Carvalho de Egas
- 5360 - Freixiel
- 5360 - Lodões
- 5360 - Mourão
- 5360 - Nabo
- 5360 - Roios
- 5360 - Samões
- 5360 - Sampaio
- 5360 - Santa Comba de Vilariça
- 5360 - Seixo de Manhoses
- 5360 - Trindade
- 5360 - Vale Frechoso
- 5360 - Valtorno
- 5360 - Vila Flor
- 5360 - Vilarinho das Azenhas
- 5360 - Vilas Boas

### Vimioso
- 5230 - Algoso
- 5230 - Angueira
- 5230 - Argozelo
- 5230 - Avelanoso
- 5230 - Caçarelhos
- 5230 - Campo de Víboras
- 5230 - Carção
- 5230 - Matela
- 5230 - Pinelo
- 5230 - Santulhão
- 5230 - Uva
- 5230 - Vale de Frades
- 5230 - Vilar Seco
- 5230 - Vimioso

### Vinhais
- 5335 - Agrochão
- 5320 - Alvaredos
- 5335 - Candedo
- 5320 - Celas
- 5335 - Curopos
- 5320 - Edral
- 5320 - Edrosa
- 5335 - Ervedosa
- 5320 - Fresulfe
- 5320 - Mofreita
- 5320 - Moimenta
- 5320 - Montouto
- 5320 - Nunes
- 5320 - Ousilhão
- 5320 - Paçó
- 5320 - Penhas Juntas
- 5320 - Pinheiro Novo
- 5320 - Quirás
- 5335 - Rebordelo
- 5320 - Santa Cruz
- 5320 - Santalha
- 5320 - São Jomil
- 5320 - Sobreiro de Baixo
- 5320 - Soeira
- 5320 - Travanca
- 5320 - Tuizelo
- 5335 - Vale das Fontes
- 5335 - Vale de Janeiro
- 5320 - Vila Boa de Ousilhão
- 5320 - Vila Verde
- 5320 - Vilar de Lomba
- 5320 - Vilar de Ossos
- 5320 - Vilar de Peregrinos
- 5320 - Vilar Seco de Lomba
- 5320 - Vinhais

## Distretto di Castelo Branco

### Belmonte
- 6250 - Belmonte
- 6250 - Caria
- 6250 - Colmeal da Torre
- 6250 - Inguias
- 6250 - Maçaínhas

### Castelo Branco
- 6005 - Alcains
- 6000 - Almaceda
- 6000 - Benquerenças
- 6000 - Cafede
- 6000 - Castelo Branco
- 6000 - Cebolais de Cima
- 6005 - Escalos de Baixo
- 6005 - Escalos de Cima
- 6000 - Freixial do Campo
- 6000 - Juncal do Campo
- 6005 - Lardosa
- 6005 - Louriçal do Campo
- 6005 - Lousa
- 6000 - Malpica do Tejo
- 6005 - Mata
- 6000 - Monforte da Beira
- 6000 - Ninho do Açor
- 6000 - Póvoa de Rio de Moinhos
- 6000 - Retaxo
- 6000 - Salgueiro do Campo
- 6000 - Santo André das Tojeiras
- 6005 - São Vicente da Beira
- 6000 - Sarzedas
- 6000 - Sobral do Campo
- 6000 - Tinalhas

### Covilhã
- 6200 - Vila do Carvalho
- 6225 - Aldeia São Francisco Assis
- 6200 - Aldeia do Souto
- 6215 - Barco
- 6200 - Boidobra
- 6225 - Casegas
- 6200 - Conceição
- 6215 - Cortes do Meio
- 6200 - Dominguizo
- 6215 - Erada
- 6200 - Ferro
- 6200 - Orjais
- 6230 - Ourondo
- 6215 - Paul
- 6200 - Peraboa
- 6200 - Peso
- 6200 - Santa Maria
- 6225 - São Jorge da Beira
- 6200 - São Martinho
- 6200 - São Pedro
- 6200 - Sarzedo
- 6225 - Sobral de São Miguel
- 6200 - Teixoso
- 6200 - Tortosendo
- 6215 - Unhais da Serra
- 6200 - Vale Formoso
- 6200 - Verdelhos
- 6200 - Vales do Rio
- 6215 - Coutada
- 6200 - Cantar-Galo
- 6200 - Canhoso

### Fundão
- 6230 - Alcaide
- 6230 - Alcaria
- 6230 - Alcongosta
- 6230 - Aldeia de Joanes
- 6230 - Aldeia Nova do Cabo
- 6230 - Alpedrinha
- 6230 - Atalaia do Campo
- 6230 - Barroca
- 6185 - Bogas de Baixo
- 6230 - Bogas de Cima
- 6230 - Capinha
- 6230 - Castelejo
- 6230 - Castelo Novo
- 6230 - Donas
- 6230 - Escarigo
- 6230 - Fatela
- 6230 - Fundão
- 6185 - Janeiro de Cima
- 6230 - Lavacolhos
- 6230 - Orca
- 6230 - Pêro Viseu
- 6230 - Póvoa de Atalaia
- 6230 - Salgueiro
- 6230 - Silvares
- 6005 - Soalheira
- 6230 - Souto da Casa
- 6230 - Telhado
- 6230 - Vale de Prazeres
- 6230 - Valverde
- 6230 - Mata da Rainha
- 6230 - Enxames

### Idanha-a-Nova
- 6060 - Alcafozes
- 6060 - Aldeia de Santa Margarida
- 6060 - Idanha-a-Nova
- 6060 - Idanha-a-Velha
- 6060 - Ladoeiro
- 6060 - Medelim
- 6060 - Monfortinho
- 6060 - Monsanto
- 6060 - Oledo
- 6060 - Penha Garcia
- 6060 - Proença-a-Velha
- 6060 - Rosmaninhal
- 6060 - Salvaterra do Extremo
- 6060 - São Miguel de Acha
- 6060 - Segura
- 6060 - Toulões
- 6060 - Zebreira

### Oleiros
- 6160 - Álvaro
- 6160 - Amieira
- 6185 - Cambas
- 6160 - Estreito
- 6160 - Isna
- 6160 - Madeirã
- 6160 - Mosteiro
- 6160 - Oleiros
- 6185 - Orvalho
- 6160 - Sarnadas de São Simão
- 6160 - Sobral
- 6185 - Vilar Barroco

### Penamacor
- 6090 - Águas
- 6090 - Aldeia do Bispo
- 6090 - Aldeia de João Pires
- 6090 - Aranhas
- 6090 - Bemposta
- 6090 - Benquerença
- 6320 - Meimão
- 6090 - Meimoa
- 6090 - Pedrógão de São Pedro
- 6090 - Penamacor
- 6090 - Salvador
- 6090 - Vale da Senhora da Póvoa

### Proença-a-Nova
- 6150 - Alvito da Beira
- 6150 - Montes da Senhora
- 6150 - Peral
- 6150 - Proença-a-Nova
- 6150 - São Pedro do Esteval
- 6150 - Sobreira Formosa

### Sertã
- 6100 - Cabeçudo
- 6100 - Carvalhal
- 6100 - Castelo
- 6100 - Cernache do Bonjardim
- 6100 - Cumeada
- 6100 - Ermida
- 6100 - Figueiredo
- 6100 - Marmeleiro
- 6100 - Nesperal
- 6100 - Palhais
- 6100 - Pedrógão Pequeno
- 6100 - Sertã
- 6100 - Troviscal
- 6100 - Várzea dos Cavaleiros

### Vila de Rei
- 6110 - Fundada
- 6110 - São João do Peso
- 6110 - Vila de Rei

### Vila Velha de Ródão
- 6030 - Fratel
- 6030 - Perais
- 6030 - Sarnadas de Rodão
- 6030 - Vila Velha de Ródão

## Distretto di Coimbra

### Arganil
- 3305 - Anceriz
- 3300 - Arganil
- 3305 - Barril de Alva
- 3305 - Benfeita
- 3300 - Celavisa
- 3300 - Cepos
- 3305 - Cerdeira
- 3305 - Coja
- 3300 - Folques
- 3305 - Moura da Serra
- 6285 - Piódão
- 3305 - Pomares
- 3300 - Pombeiro da Beira
- 3300 - São Martinho da Cortiça
- 3300 - Sarzedo
- 3300 - Secarias
- 3300 - Teixeira
- 3305 - Vila Cova de Alva

### Cantanhede
- 3060 - Ançã
- 3060 - Bolho
- 3060 - Cadima
- 3060 - Cantanhede
- 3060 - Cordinhã
- 3060 - Covões
- 3060 - Febres
- 3060 - Murtede
- 3060 - Ourentã
- 3060 - Outil
- 3060 - Pocariça
- 3060 - Portunhos
- 3060 - Sepins
- 3060 - Tocha
- 3060 - São Caetano
- 3060 - Corticeiro de Cima
- 3060 - Vilamar
- 3060 - Sanguinheira
- 3060 - Camarneira

### Coimbra
- 3040 - Almalaguês
- 3004 - Almedina
- 3045 - Ameal
- 3040 - Antanhol
- 3025 - Antuzede
- 3045 - Arzila
- 3040 - Assafarge
- 3020 - Botão
- 3020 - Brasfemes
- 3040 - Castelo Viegas
- 3030 - Ceira
- 3040 - Cernache
- 3020 - Eiras
- 3025 - Lamarosa
- 3045 - Ribeira de Frades
- 3040 - Santa Clara
- 3000 - Santa Cruz
- 3000 - Santo António dos Olivais
- 3000 - São Bartolomeu
- 3025 - São João do Campo
- 3025 - São Martinho de Árvore
- 3045 - São Martinho do Bispo
- 3030 - São Paulo de Frades
- 3025 - São Silvestre
- 3000 - Sé Nova
- 3020 - Souselas
- 3045 - Taveiro
- 3020 - Torre de Vilela
- 3030 - Torres do Mondego
- 3025 - Trouxemil
- 3025 - Vil de Matos

### Condeixa-a-Nova
- 3150 - Anobra
- 3150 - Belide
- 3150 - Bem da Fé
- 3150 - Condeixa-a-Nova
- 3150 - Condeixa-a-Velha
- 3150 - Ega
- 3150 - Furadouro
- 3150 - Sebal
- 3150 - Vila Seca
- 3150 - Zambujal

### Figueira da Foz
- 3090 - Alhadas
- 3090 - Alqueidão
- 3080 - Brenha
- 3080 - Buarcos
- 3090 - Ferreira-a-Nova
- 3090 - Lavos
- 3090 - Maiorca
- 3090 - Marinha das Ondas
- 3090 - Paião
- 3080 - Quiaios
- 3080 - São Julião (Figueira da Foz)
- 3080 - Tavarede
- 3090 - Vila Verde
- 3090 - São Pedro
- 3080 - Bom Sucesso
- 3090 - Santana
- 3090 - Borda do Campo
- 3090 - Moinhos da Gândara

### Góis
- 3330 - Alvares
- 3330 - Cadafaz
- 3330 - Colmeal
- 3330 - Góis
- 3330 - Vila Nova do Ceira

### Lousã
- 3200 - Casal de Ermio
- 3200 - Foz de Arouce
- 3200 - Lousã
- 3200 - Serpins
- 3200 - Vilarinho
- 3200 - Gândaras

### Mira
- 3070 - Mira
- 3070 - Seixo
- 3070 - Carapelhos
- 3070 - Praia de Mira

### Miranda do Corvo
- 3220 - Lamas
- 3220 - Miranda do Corvo
- 3220 - Rio Vide
- 3220 - Semide
- 3220 - Vila Nova

### Montemor-o-Velho
- 3140 - Abrunheira
- 3140 - Arazede
- 3140 - Carapinheira
- 3140 - Gatões
- 3140 - Liceia
- 3140 - Meãs do Campo
- 3140 - Montemor-o-Velho
- 3140 - Pereira
- 3140 - Santo Varão
- 3140 - Seixo de Gatões
- 3140 - Tentúgal
- 3140 - Verride
- 3140 - Vila Nova da Barca
- 3140 - Ereira

### Oliveira do Hospital
- 3400 - Aldeia das Dez
- 3400 - Alvoco das Várzeas
- 3400 - Avô
- 3405 - Bobadela
- 3405 - Ervedal
- 3405 - Lagares da Beira
- 3405 - Lagos da Beira
- 3405 - Lajeosa
- 3400 - Lourosa
- 3405 - Meruge
- 3400 - Nogueira do Cravo
- 3400 - Oliveira do Hospital
- 3400 - Penalva de Alva
- 3400 - Santa Ovaia
- 3400 - São Gião
- 3400 - São Paio de Gramaços
- 3400 - São Sebastião da Feira
- 3405 - Seixo da Beira
- 3405 - Travanca de Lagos
- 3400 - Vila Pouca da Beira
- 3405 - Vila Franca da Beira

### Pampilhosa da Serra
- 3320 - Cabril
- 3320 - Dornelas do Zêzere
- 3320 - Fajão
- 3320 - Janeiro de Baixo
- 3320 - Machio
- 3320 - Pampilhosa da Serra
- 3320 - Pessegueiro
- 3320 - Portela do Fojo
- 3320 - Unhais-o-Velho
- 3320 - Vidual

### Penacova
- 3360 - Carvalho
- 3360 - Figueira de Lorvão
- 3360 - Friúmes
- 3360 - Lorvão
- 3360 - Oliveira do Mondego
- 3360 - Paradela
- 3360 - Penacova
- 3360 - São Paio do Mondego
- 3360 - São Pedro de Alva
- 3360 - Sazes do Lorvão
- 3360 - Travanca do Mondego

### Penela
- 3230 - Cumeeira
- 3230 - Espinhal
- 3230 - Podentes
- 3230 - Rabaçal
- 3230 - Santa Eufémia
- 3230 - São Miguel

### Soure
- 3130 - Alfarelos
- 3130 - Brunhós
- 3130 - Degracias
- 3130 - Figueiró do Campo
- 3130 - Gesteira
- 3130 - Granja do Ulmeiro
- 3130 - Pombalinho
- 3130 - Samuel
- 3130 - Soure
- 3130 - Tapéus
- 3130 - Vila Nova de Anços
- 3130 - Vinha da Rainha

### Tábua
- 3420 - Ázere
- 3420 - Candosa
- 3420 - Carapinha
- 3420 - Covas
- 3420 - Covelo
- 3420 - Espariz
- 3420 - Meda de Mouros
- 3420 - Midões
- 3420 - Mouronho
- 3420 - Pinheiro de Coja
- 3420 - Póvoa de Midões
- 3420 - São João da Boa Vista
- 3420 - Sinde
- 3420 - Tábua
- 3420 - Vila Nova de Oliveirinha

### Vila Nova de Poiares
- 3350 - Arrifana
- 3350 - Lavegadas
- 3350 - Poiares (Santo André)
- 3350 - São Miguel de Poiares

## Distretto di Évora

### Alandroal
- 7250 - Nossa Senhora da Conceição
- 7250 - Juromenha (Nossa Senhora do Loreto)
- 7200 - Santiago Maior
- 7250 - Santo António (Capelins)
- 7250 - São Pedro Terena
- 7250 - São Brás dos Matos

### Arraiolos
- 7040 - Arraiolos
- 7040 - Igrejinha
- 7040 - Santa Justa
- 7040 - São Gregório
- 7040 - São Pedro Gafanhoeira
- 7040 - Vimieiro
- 7040 - Sabugueiro

### Borba
- 7150 - Matriz (Borba)
- 7150 - Orada
- 7150 - Rio de Moinhos
- 7150 - São Bartolomeu

### Estremoz
- 7100 - Arcos
- 7100 - Glória
- 7100 - Santa Maria
- 7100 - Évora Monte (Santa Maria)
- 7100 - Santa Vitória do Ameixial
- 7100 - Santo André Estremoz
- 7100 - Santo Estevão
- 7100 - São Bento do Ameixial
- 7100 - São Bento de Ana Loura
- 7100 - São Bento do Cortiço
- 7100 - São Domingos de Ana Loura
- 7100 - São Lourenço de Mamporcão
- 7100 - Veiros

### Évora
- 7000 - Nossa Senhora da Boa Fé
- 7000 - Nossa Senhora Graça do Divor
- 7005 - Nossa Senhora de Machede
- 7000 - Nossa Senhora da Tourega
- 7000 - Santo Antão
- 7005 - São Bento do Mato
- 7004 - São Mamede
- 7005 - São Manços
- 7005 - São Miguel de Machede
- 7200 - São Vicente do Pigeiro
- 7005 - Torre de Coelheiros
- 7000 - São Sebastião da Giesteira
- 7005 - Canaviais
- 7000 - Nossa Senhora de Guadalupe
- 7005 - Bacelo
- 7005 - Horta das Figueiras
- 7000 - Malagueira
- 7005 - Évora (Sé e São Pedro)
- 7005 - Senhora da Saúde

### Montemor-o-Novo
- 7050 - Cabrela
- 7050 - Lavre
- 7050 - Nossa Senhora do Bispo
- 7050 - Nossa Senhora da Vila
- 7050 - Santiago do Escoural
- 7050 - São Cristóvão
- 7050 - Ciborro
- 7050 - Cortiçadas de Lavre
- 7050 - Silveiras
- 7050 - Foros de Vale Figueira

### Mora
- 7490 - Brotas
- 7490 - Cabeção
- 7490 - Mora
- 7490 - Pavia

### Mourão
- 7240 - Granja
- 7240 - Luz
- 7240 - Mourão

### Portel
- 7220 - Alqueva
- 7220 - Amieira
- 7220 - Monte do Trigo
- 7220 - Oriola
- 7220 - Portel
- 7220 - Santana
- 7220 - São Bartolomeu do Outeiro
- 7220 - Vera Cruz

### Redondo
- 7200 - Montoito
- 7170 - Redondo

### Reguengos de Monsaraz
- 7200 - Campo
- 7200 - Corval
- 7200 - Monsaraz
- 7200 - Reguengos de Monsaraz
- 7200 - Campinho

### Vendas Novas
- 7080 - Vendas Novas
- 2965 - Landeira

### Viana do Alentejo
- 7090 - Alcáçovas
- 7090 - Viana do Alentejo
- 7090 - Aguiar

### Vila Viçosa
- 7160 - Bencatel
- 7160 - Ciladas
- 7160 - Conceição
- 7160 - Pardais
- 7160 - São Bartolomeu

## Distretto di Faro

### Albufeira
- 8200 - Albufeira
- 8200 - Guia
- 8200 - Paderne
- 8200 - Ferreiras
- 8200 - Olhos de Água

### Alcoutim
- 8970 - Alcoutim
- 8970 - Giões
- 8970 - Martim Longo
- 8970 - Pereiro
- 8970 - Vaqueiros

### Aljezur
- 8670 - Aljezur
- 8670 - Bordeira
- 8670 - Odeceixe
- 8670 - Rogil

### Castro Marim
- 8950 - Azinhal
- 8950 - Castro Marim
- 8950 - Odeleite
- 8950 - Altura

### Faro
- 8005 - Conceição
- 8005 - Estoi
- 8005 - Santa Bárbara de Nexe
- 8000 - São Pedro
- 8000 - Sé
- 8005 - Montenegro

### Lagoa (Algarve)
- 8400 - Estômbar
- 8400 - Ferragudo
- 8400 - Lagoa
- 8400 - Porches (Lagoa)
- 8400 - Carvoeiro (Lagoa)
- 8400 - Parchal

### Lagos
- 8600 - Barão de São João
- 8600 - Bensafrim
- 8600 - Luz
- 8600 - Odiáxere
- 8600 - Santa Maria
- 8600 - São Sebastião

### Loulé
- 8135 - Almancil
- 8100 - Alte
- 8100 - Ameixial
- 8100 - Boliqueime
- 8125 - Quarteira
- 8100 - Querença
- 8100 - Salir
- 8100 - São Clemente
- 8100 - São Sebastião
- 8100 - Benafim
- 8100 - Tôr

### Monchique
- 8550 - Alferce
- 8550 - Marmelete
- 8550 - Monchique

### Olhão
- 8700 - Fuseta
- 8700 - Moncarapacho
- 8700 - Olhão
- 8700 - Pechão
- 8700 - Quelfes

### Portimão
- 8500 - Alvor
- 8500 - Mexilhoeira Grande
- 8500 - Portimão

### São Brás de Alportel
- 8150 - São Brás de Alportel

### Silves
- 8365 - Alcantarilha
- 8365 - Algoz
- 8365 - Armação de Pêra
- 8365 - Pêra
- 8375 - São Bartolomeu de Messines
- 8375 - São Marcos da Serra
- 8300 - Silves
- 8365 - Tunes

### Tavira
- 8800 - Cachopo
- 8800 - Conceição
- 8800 - Luz
- 8800 - Santa Catarina da Fonte do Bispo
- 8800 - Santa Maria de Tavira
- 8800 - Santiago Tavira
- 8800 - Santo Estêvão
- 8800 - Santa Luzia
- 8800 - Cabanas de Tavira

### Vila do Bispo
- 8650 - Barão de São Miguel
- 8650 - Budens
- 8650 - Raposeira
- 8650 - Sagres
- 8650 - Vila do Bispo

### Vila Real de Santo António
- 8900 - Vila Nova de Cacela
- 8900 - Vila Real de Santo António
- 8900 - Monte Gordo

## Distretto di Guarda

### Aguiar da Beira
- 3570 - Aguiar da Beira
- 3570 - Carapito
- 3570 - Cortiçada
- 3570 - Coruche
- 3570 - Dornelas
- 3570 - Eirado
- 3570 - Forninhos
- 3570 - Gradiz
- 3570 - Pena Verde
- 3570 - Pinheiro
- 3570 - Sequeiros
- 3570 - Souto de Aguiar da Beira
- 3570 - Valverde

### Almeida
- 6355 - Ade
- 6350 - Aldeia Nova
- 6350 - Almeida
- 6355 - Amoreira
- 6350 - Azinhal
- 6355 - Cabreira
- 6355 - Castelo Bom
- 6355 - Castelo Mendo
- 6355 - Freineda
- 6355 - Freixo
- 6350 - Junça
- 6350 - Leomil
- 6355 - Malhada Sorda
- 6350 - Malpartida
- 6355 - Mesquitela
- 6355 - Mido
- 6355 - Miuzela
- 6355 - Monte Perobolço
- 6355 - Nave de Haver
- 6350 - Naves
- 6355 - Parada
- 6350 - Peva
- 6355 - Porto de Ovelha
- 6355 - São Pedro de Rio Seco
- 6355 - Senouras
- 6350 - Vale de Coelha
- 6350 - Vale da Mula
- 6350 - Vale Verde
- 6355 - Vilar Formoso

### Celorico da Beira
- 6360 - Açores
- 6360 - Baraçal
- 6360 - Cadafaz
- 6360 - Carrapichana
- 6360 - Cortiçô da Serra
- 6360 - Forno Telheiro
- 6360 - Lajeosa do Mondego
- 6360 - Linhares
- 6360 - Maçal do Chão
- 6360 - Mesquitela
- 6360 - Minhocal
- 6360 - Prados
- 6360 - Rapa
- 6360 - Ratoeira
- 6360 - Salgueirais
- 6360 - Santa Maria
- 6360 - São Pedro
- 6360 - Vale de Azares
- 6360 - Velosa
- 6360 - Vide Entre Vinhas
- 6360 - Vila Boa do Mondego
- 6360 - Casas do Soeiro

### Figueira de Castelo Rodrigo
- 6440 - Algodres
- 6440 - Almofala
- 6440 - Castelo Rodrigo
- 6440 - Cinco Vilas
- 6440 - Colmeal
- 6440 - Escalhão
- 6440 - Escarigo
- 6440 - Figueira de Castelo Rodrigo
- 6440 - Freixeda do Torrão
- 6440 - Mata de Lobos
- 6440 - Penha de Águia
- 6440 - Quintã de Pêro Martins
- 6440 - Reigada
- 6440 - Vale de Afonsinho
- 6440 - Vermiosa
- 6440 - Vilar de Amargo
- 6440 - Vilar Torpim

### Fornos de Algodres
- 6370 - Algodres
- 6370 - Casal Vasco
- 6370 - Cortiçô
- 6370 - Figueiró da Granja
- 6370 - Fornos de Algodres
- 6370 - Fuinhas
- 6370 - Infias
- 6370 - Juncais
- 6370 - Maceira
- 6370 - Matança
- 6370 - Muxagata
- 6370 - Queiriz
- 6370 - Sobral Pichorro
- 6370 - Vila Chã
- 6370 - Vila Ruiva
- 6370 - Vila Soeiro do Chão

### Gouveia
- 6290 - Aldeias
- 6290 - Arcozelo
- 6290 - Cativelos
- 6290 - Figueiró da Serra
- 6290 - Folgosinho
- 6290 - Freixo da Serra
- 6290 - Lagarinhos
- 6290 - Mangualde da Serra
- 6290 - Melo
- 6290 - Moimenta da Serra
- 6290 - Nabais
- 6290 - Nespereira
- 6290 - Paços da Serra
- 6290 - Ribamondego
- 6290 - Rio Torto
- 6290 - São Julião
- 6290 - São Paio
- 6290 - São Pedro
- 6290 - Vila Cortes da Serra
- 6290 - Vila Franca da Serra
- 6290 - Vila Nova de Tazem
- 6290 - Vinhó

### Guarda
- 6300 - Adão
- 6300 - Albardo
- 6300 - Aldeia do Bispo
- 6300 - Aldeia Viçosa
- 6300 - Alvendre
- 6300 - Arrifana
- 6300 - Avelãs de Ambom
- 6300 - Avelãs da Ribeira
- 6300 - Benespera
- 6300 - Carvalhal Meão
- 6300 - Casal de Cinza
- 6300 - Castanheira
- 6300 - Cavadoude
- 6300 - Codesseiro
- 6300 - Corujeira
- 6300 - Faia
- 6300 - Famalicão
- 6300 - Fernão Joanes
- 6300 - Gagos
- 6300 - Gonçalo
- 6300 - Gonçalo Bocas
- 6300 - João Antão
- 6300 - Maçainhas
- 6300 - Marmeleiro
- 6300 - Meios
- 6300 - Mizarela
- 6300 - Monte Margarida
- 6300 - Panoias de Cima
- 6300 - Pega
- 6300 - Pêra do Moco
- 6300 - Pêro Soares
- 6300 - Porto da Carne
- 6300 - Pousada
- 6300 - Ramela
- 6300 - Ribeira dos Carinhos
- 6300 - Rocamondo
- 6300 - Rochoso
- 6300 - Santana da Azinha
- 6300 - São Miguel Jarmelo
- 6300 - São Pedro Jarmelo
- 6300 - São Vicente
- 6300 - Sé
- 6300 - Seixo Amarelo
- 6300 - Sobral da Serra
- 6300 - Trinta
- 6300 - Vale de Estrela
- 6300 - Valhelhas
- 6300 - Vela
- 6300 - Videmonte
- 6301 - Vila Cortês do Mondego
- 6300 - Vila Fernando
- 6300 - Vila Franca do Deão
- 6300 - Vila Garcia
- 6300 - Vila Soeiro
- 6300 - São Miguel da Guarda

### Manteigas
- 6260 - Sameiro
- 6260 - Santa Maria
- 6260 - São Pedro
- 6260 - Vale de Amoreira

### Meda
- 6430 - Aveloso
- 6430 - Barreira
- 6430 - Carvalhal
- 6430 - Casteição
- 6430 - Coriscada
- 6430 - Fonte Longa
- 6430 - Longroiva
- 6430 - Marialva
- 6430 - Meda
- 6430 - Outeiro de Gatos
- 6430 - Pai Penela
- 6430 - Poço do Canto
- 6430 - Prova
- 6430 - Rabaçal
- 6430 - Ranhados
- 6430 - Vale Flor

### Pinhel
- 6400 - Alverca da Beira
- 6400 - Atalaia
- 6400 - Azevo
- 6400 - Bogalhal
- 6400 - Bouça Cova
- 6400 - Cerejo
- 6400 - Cidadelhe
- 6400 - Ervas Tenras
- 6400 - Ervedosa
- 6400 - Freixedas
- 6400 - Gouveia
- 6400 - Lamegal
- 6400 - Lameiras
- 6400 - Manigoto
- 6400 - Pala
- 6400 - Pereiro
- 6400 - Pinhel
- 6400 - Pínzio
- 6400 - Pomares
- 6400 - Póvoa de El-Rei
- 6400 - Safurdão
- 6400 - Santa Eufémia
- 6400 - Sorval
- 6400 - Souro Pires
- 6400 - Valbom
- 6400 - Vale da Madeira
- 6400 - Vascoveiro

### Sabugal
- 6320 - Águas Belas
- 6320 - Aldeia do Bispo
- 6320 - Aldeia da Ponte
- 6320 - Aldeia da Ribeira
- 6320 - Aldeia de Santo António
- 6320 - Aldeia Velha
- 6320 - Alfaiates
- 6320 - Badamalos
- 6320 - Baraçal
- 6250 - Bendada
- 6320 - Bismula
- 6320 - Casteleiro
- 6324 - Cerdeira
- 6320 - Foios
- 6320 - Forcalhos
- 6320 - Lajeosa
- 6320 - Lomba
- 6320 - Malcata
- 6320 - Moita
- 6320 - Nave
- 6320 - Pena Lobo
- 6320 - Pousafoles do Bispo
- 6320 - Quadrazais
- 6320 - Quintas de São Bartolomeu
- 6320 - Rapoula do Coa
- 6320 - Rebolosa
- 6320 - Rendo
- 6320 - Ruivós
- 6320 - Ruvina
- 6320 - Sabugal
- 6320 - Santo Estevão
- 6320 - Seixo do Coa
- 6320 - Sortelha
- 6320 - Soito
- 6320 - Vale das Éguas
- 6320 - Vale de Espinho
- 6320 - Vale Longo
- 6320 - Vila Boa
- 6320 - Vila do Touro
- 6320 - Vilar Maior

### Seia
- 6270 - Alvoco da Serra
- 6270 - Cabeça
- 6270 - Carragozela
- 6270 - Folhadosa
- 6270 - Girabolhos
- 6270 - Lajes
- 6270 - Loriga
- 6270 - Paranhos
- 6270 - Pinhanços
- 6270 - Sabugueiro
- 6270 - Sameice
- 6270 - Sandomil
- 6270 - Santa Comba
- 6270 - Santa Eulália
- 6270 - Santa Marinha
- 6270 - Santiago
- 6270 - São Martinho
- 6270 - São Romão
- 6270 - Sazes da Beira
- 6270 - Seia
- 6285 - Teixeira
- 6270 - Torrozelo
- 6270 - Tourais
- 6270 - Travancinha
- 6270 - Valezim
- 6270 - Várzea de Meruge
- 6285 - Vide
- 6270 - Vila Cova à Coelheira
- 6270 - Lapa dos Dinheiros

### Trancoso
- 6420 - Aldeia Nova
- 6420 - Carnicães
- 6420 - Castanheira
- 6420 - Cogula
- 6420 - Cótimos
- 6420 - Feital
- 6420 - Fiães
- 6420 - Freches
- 6420 - Granja
- 3640 - Guilheiro
- 6420 - Moimentinha
- 6420 - Moreira de Rei
- 6420 - Palhais
- 6420 - Póvoa do Concelho
- 6420 - Reboleiro
- 6420 - Rio de Mel
- 6420 - Santa Maria
- 6420 - São Pedro
- 6420 - Sebadelhe da Serra
- 6420 - Souto Maior
- 6420 - Tamanhos
- 6420 - Terrenho
- 6420 - Torre do Terrenho
- 6420 - Torres
- 6420 - Valdujo
- 6420 - Vale do Seixo
- 6420 - Vila Franca das Naves
- 6420 - Vila Garcia
- 6420 - Vilares

### Vila Nova de Foz Côa
- 5150 - Almendra
- 5150 - Castelo Melhor
- 5155 - Cedovim
- 5150 - Chãs
- 5155 - Custóias
- 5155 - Freixo de Numão
- 5155 - Horta
- 5155 - Mós
- 5155 - Murça
- 5150 - Muxagata
- 5155 - Numão
- 5150 - Santa Comba
- 5155 - Santo Amaro
- 5155 - Sebadelhe
- 5155 - Seixas
- 5155 - Touca
- 5150 - Vila Nova de Foz Côa

## Distretto di Leiria

### Alcobaça
- 2460 - Alcobaça
- 2460 - Alfeizerão
- 2460 - Alpedriz
- 2460 - Bárrio
- 2475 - Benedita
- 2460 - Cela
- 2460 - Coz
- 2460 - Évora de Alcobaça
- 2460 - Maiorga
- 2445 - Pataias
- 2460 - Aljubarrota (Prazeres)
- 2460 - São Martinho do Porto
- 2460 - Aljubarrota (São Vicente)
- 2460 - Turquel
- 2460 - Vestiaria
- 2460 - Vimeiro
- 2445 - Martingança
- 2460 - Montes

### Alvaiázere
- 3250 - Almoster
- 3250 - Alvaiázere
- 3250 - Maçãs de Caminho
- 3250 - Maçãs de Dona Maria
- 3250 - Pelmá
- 3250 - Pussos
- 3250 - Rego da Murta

### Ansião
- 3240 - Alvorge
- 3240 - Ansião
- 3240 - Avelar
- 3240 - Chão de Couce
- 3240 - Lagarteira
- 3240 - Pousaflores
- 3240 - Santiago da Guarda
- 3240 - Torre de Vale de Todos

### Batalha
- 2440 - Batalha
- 2440 - Reguengo do Fetal
- 2495 - São Mamede
- 2440 - Golpilheira

### Bombarral
- 2540 - Bombarral
- 2540 - Carvalhal
- 2540 - Roliça
- 2540 - Vale Covo
- 2540 - Pó

### Caldas da Rainha
- 2500 - A-dos-Francos
- 2500 - Alvorninha
- 2500 - Nossa Senhora do Pópulo
- 2500 - Carvalhal Benfeito
- 2500 - Coto
- 2500 - Foz do Arelho
- 2500 - Landal
- 2500 - Nadadouro
- 2500 - Salir de Matos
- 2500 - Salir do Porto
- 2500 - Santa Catarina
- 2500 - São Gregório
- 2500 - Serra do Bouro
- 2500 - Tornada
- 2500 - Vidais
- 2500 - Santo Onofre

### Castanheira de Pera
- 3280 - Castanheira de Pera
- 3280 - Coentral

### Figueiró dos Vinhos
- 3260 - Aguda
- 3260 - Arega
- 3260 - Campelo
- 3260 - Figueiró dos Vinhos
- 3260 - Bairradas

### Leiria
- 2404 - Amor
- 2420 - Arrabal
- 2404 - Azoia
- 2400 - Barosa
- 2410 - Barreira
- 2420 - Boa Vista
- 2420 - Caranguejeira
- 2425 - Carvide
- 2425 - Coimbrão
- 2420 - Colmeias
- 2410 - Cortes
- 2410 - Leiria
- 2405 - Maceira
- 2415 - Marrazes
- 2415 - Milagres
- 2425 - Monte Real
- 2425 - Monte Redondo
- 2425 - Ortigosa
- 2400 - Parceiros
- 2410 - Pousos
- 2415 - Regueira de Pontes
- 2495 - Santa Catarina da Serra
- 2420 - Santa Eufémia
- 2425 - Souto da Carpalhosa
- 2425 - Bajouca
- 2415 - Bidoeira de Cima
- 2420 - Memória
- 2425 - Carreira
- 2495 - Chainça

### Marinha Grande
- 2430 - Marinha Grande
- 2430 - Vieira de Leiria
- 2445 - Moita

### Nazaré
- 2450 - Famalicão
- 2450 - Nazaré
- 2450 - Valado dos Frades

### Óbidos
- 2510 - A dos Negros
- 2510 - Amoreira
- 2510 - Olho Marinho
- 2510 - Santa Maria (Óbidos)
- 2510 - São Pedro (Óbidos)
- 2510 - Sobral da Lagoa
- 2510 - Vau
- 2510 - Gaeiras
- 2510 - Usseira

### Pedrógão Grande
- 3270 - Graça
- 3270 - Pedrógão Grande
- 3270 - Vila Facaia

### Peniche
- 2520 - Ajuda
- 2525 - Atouguia da Baleia
- 2520 - Conceição
- 2520 - São Pedro
- 2525 - Serra D'El Rei
- 2520 - Ferrel

### Pombal
- 3100 - Abiul
- 3100 - Albergaria dos Doze
- 3105 - Almagreira
- 3105 - Carnide
- 3105 - Carriço
- 3105 - Louriçal
- 3105 - Mata Mourisca
- 3105 - Pelariga
- 3100 - Pombal
- 3105 - Redinha
- 3100 - Santiago de Litém
- 3100 - São Simão de Litém
- 3105 - Vermoil
- 3100 - Vila Cã
- 3105 - Meirinhas
- 3105 - Guia
- 3105 - Ilha

### Porto de Mós
- 2480 - Alcaria
- 2480 - Alqueidão da Serra
- 2480 - Alvados
- 2480 - Arrimal
- 2480 - Calvaria de Cima
- 2480 - Juncal
- 2480 - Mendiga
- 2485 - Mira de Aire
- 2480 - Pedreiras
- 2480 - São Bento
- 2480 - São João Batista
- 2480 - São Pedro
- 2480 - Serro Ventoso

## Distretto di Lisbona

### Alenquer
- 2580 - Abrigada
- 2580 - Aldeia Galega da Merceana
- 2580 - Aldeia Gavinha
- 2580 - Cabanas de Torres
- 2580 - Cadafais
- 2580 - Carnota
- 2580 - Meca
- 2580 - Olhalvo
- 2580 - Ota
- 2580 - Pereiro de Palhacana
- 2580 - Santo Estevão
- 2580 - Triana
- 2580 - Ventosa
- 2580 - Vila Verde dos Francos
- 2580 - Carregado
- 2580 - Ribafria

### Arruda dos Vinhos
- 2630 - Arranhó
- 2630 - Arruda dos Vinhos
- 2630 - Cardosas
- 2630 - Santiago dos Velhos

### Azambuja
- 2065 - Alcoentre
- 2050 - Aveiras de Baixo
- 2050 - Aveiras de Cima
- 2050 - Azambuja
- 2065 - Manique do Intendente
- 2050 - Vale do Paraíso
- 2050 - Vila Nova da Rainha
- 2065 - Vila Nova de São Pedro
- 2065 - Maçussa

### Cadaval
- 2550 - Alguber
- 2550 - Cadaval
- 2550 - Cercal
- 2550 - Figueiros
- 2550 - Lamas
- 2550 - Painho
- 2550 - Peral
- 2550 - Pêro Moniz
- 2550 - Vermelha
- 2550 - Vilar

### Cascais
- 2755 - Alcabideche
- 2775 - Carcavelos
- 2750 - Cascais
- 2765 - Estoril
- 2775 - Parede
- 2785 - São Domingos de Rana

### Lisbona
- 1300 - Ajuda
- 1300 - Alcântara
- 1900 - Alto do Pina
- 1700 - Alvalade
- 1750 - Ameixoeira
- 1150 - Anjos
- 1900 - Beato
- 1500 - Benfica
- 1700 - Campo Grande
- 1070 - Campolide
- 1600 - Carnide
- 1100 - Castelo
- 1750 - Charneca
- 1250 - Coração de Jesus
- 1200 - Encarnação
- 1170 - Graça
- 1200 - Lapa
- 1750 - Lumiar
- 1100 - Madalena
- 1249 - Mártires
- 1950 - Marvila
- 1200 - Mercês
- 1000 - Nossa Senhora de Fátima
- 1150 - Pena
- 1170 - Penha de França
- 1350 - Prazeres
- 1200 - Sacramento
- 1200 - Santa Catarina
- 1170 - Santa Engrácia
- 1250 - Santa Isabel
- 1150 - Santa Justa
- 1400 - Santa Maria de Belém
- 1800 - Santa Maria dos Olivais
- 1100 - Santiago
- 1350 - Santo Condestável
- 1100 - Santo Estevão
- 1200 - Santos-o-Velho
- 1100 - São Cristóvão e São Lourenço
- 1500 - São Domingos de Benfica
- 1449 - São Francisco Xavier
- 1900 - São João
- 1700 - São João de Brito
- 1000 - São João de Deus
- 1170 - São Jorge de Arroios
- 1250 - São José
- 1250 - São Mamede
- 1100 - São Miguel
- 1149 - São Nicolau
- 1200 - São Paulo
- 1070 - São Sebastião da Pedreira
- 1100 - São Vicente de Fora
- 1149 - Sé
- 1100 - Socorro

### Loures
- 2680 - Apelação
- 2670 - Bucelas
- 2680 - Camarate
- 2670 - Fanhões
- 2660 - Frielas
- 2670 - Loures
- 2670 - Lousa
- 1885 - Moscavide
- 2685 - Sacavém
- 2690 - Santa Iria de Azoia
- 2660 - Santo Antão do Tojal
- 2695 - São João da Talha
- 2660 - São Julião do Tojal
- 2680 - Unhos
- 2685 - Portela
- 2695 - Bobadela
- 2685 - Prior Velho
- 2660 - Santo António de Cavaleiros

### Lourinhã
- 2530 - Lourinhã
- 2530 - Miragaia
- 2530 - Moita dos Ferreiros
- 2530 - Moledo
- 2530 - Reguengo Grande
- 2530 - Santa Bárbara
- 2530 - São Bartolomeu Galegos
- 2530 - Vimeiro
- 2530 - Marteleira
- 2530 - Ribamar
- 2530 - Atalaia

### Mafra
- 2665 - Azueira
- 2655 - Carvoeira
- 2640 - Cheleiros
- 2640 - Encarnação
- 2665 - Enxara do Bispo
- 2655 - Ericeira
- 2665 - Gradil
- 2640 - Igreja Nova
- 2640 - Mafra
- 2665 - Malveira
- 2665 - Milharado
- 2665 - Santo Estevão das Galés
- 2640 - Santo Isidoro
- 2640 - Sobral da Abelheira
- 2665 - Vila Franca do Rosário
- 2665 - Venda do Pinheiro
- 2640 - São Miguel de Alcainça

### Oeiras
- 2730 - Barcarena
- 2790 - Carnaxide
- 2780 - Oeiras e São Julião Barra
- 2770 - Paço de Arcos
- 1495 - Algés
- 1495 - Cruz Quebrada-Dafundo
- 2795 - Linda a Velha
- 2740 - Porto Salvo
- 2790 - Queijas
- 2760 - Caxias

### Sintra
- 2725 - Algueirão-Mem Martins
- 2715 - Almargem do Bispo
- 2605 - Belas
- 2705 - Colares
- 2715 - Montelavar
- 2745 - Queluz
- 2635 - Rio de Mouro
- 2710 - Santa Maria e São Miguel
- 2705 - São João das Lampas
- 2710 - São Martinho
- 2710 - São Pedro Penaferrim
- 2705 - Terrugem
- 2715 - Pêro Pinheiro
- 2605 - Casal de Cambra
- 2745 - Massamá
- 2745 - Monte Abraão
- 2735 - Agualva
- 2735 - Cacém
- 2735 - Mira-Sintra
- 2735 - São Marcos

### Sobral de Monte Agraço
- 2590 - São Quintino
- 2590 - Sapataria
- 2590 - Sobral de Monte Agraço

### Torres Vedras
- 2560 - A dos Cunhados
- 2565 - Campelos
- 2565 - Carmões
- 2565 - Carvoeira
- 2565 - Dois Portos
- 2565 - Freiria
- 2565 - Matacães
- 2565 - Maxial
- 2565 - Monte Redondo
- 2560 - Ponte do Rol
- 2565 - Ramalhal
- 2565 - Runa
- 2560 - Santa Maria e São Miguel
- 2560 - São Pedro da Cadeira
- 2560 - São Pedro e São Tiago
- 2560 - Silveira
- 2565 - Turcifal
- 2565 - Ventosa
- 2565 - Outeiro da Cabeça
- 2560 - Maceira

### Vila Franca de Xira
- 2600 - Alhandra
- 2615 - Alverca do Ribatejo
- 2600 - Cachoeiras
- 2615 - Calhandriz
- 2600 - Castanheira do Ribatejo
- 2625 - Póvoa de Santa Iria
- 2600 - São João dos Montes
- 2625 - Vialonga
- 2600 - Vila Franca de Xira
- 2615 - Sobralinho
- 2625 - Forte da Casa

### Amadora
- 2614 - Alfragide
- 2650 - Brandoa
- 2610 - Buraca
- 2720 - Damaia
- 2700 - Falagueira
- 2700 - Mina
- 2720 - Reboleira
- 2720 - Venteira
- 2650 - Alfornelos
- 2700 - São Brás
- 2700 - Venda Nova

### Odivelas
- 1685 - Caneças
- 1685 - Famões
- 2675 - Odivelas
- 2620 - Olival Basto
- 1675 - Pontinha
- 2620 - Póvoa de Santo Adrião
- 2620 - Ramada

## Distretto di Portalegre

### Alter do Chão
- 7440 - Alter do Chão
- 7440 - Chancelaria
- 7440 - Seda
- 7440 - Cunheira

### Arronches
- 7340 - Assunção
- 7340 - Esperança
- 7340 - Mosteiros

### Avis
- 7480 - Alcórrego
- 7480 - Aldeia Velha
- 7480 - Avis
- 7480 - Benavila
- 7480 - Ervedal
- 7480 - Figueira e Barros
- 7480 - Maranhão
- 7480 - Valongo

### Campo Maior
- 7370 - Nossa Senhora da Expectação
- 7370 - Nossa Senhora Graça Degolados
- 7370 - São João Batista

### Castelo de Vide
- 7320 - Nossa Senhora Graça Póvoa Meadas
- 7320 - Santa Maria da Devesa
- 7320 - Santiago Maior
- 7320 - São João Batista

### Crato
- 7430 - Aldeia da Mata
- 7430 - Crato e Mártires
- 7430 - Flor da Rosa
- 7430 - Gáfete
- 7430 - Monte da Pedra
- 7430 - Vale do Peso

### Elvas
- 7350 - Ajuda São Salvador Santo Ildefonso
- 7350 - Alcáçova
- 7350 - Assunção
- 7350 - Barbacena
- 7350 - Caia e São Pedro
- 7350 - Santa Eulália
- 7350 - São Brás e São Lourenço
- 7350 - São Vicente e Ventosa
- 7350 - Terrugem
- 7350 - Vila Boim
- 7350 - Vila Fernando

### Fronteira
- 7460 - Cabeço de Vide
- 7460 - Fronteira
- 7460 - São Saturnino

### Gavião
- 6040 - Atalaia
- 6040 - Belver
- 6040 - Comenda
- 6040 - Gavião
- 6040 - Margem

### Marvão
- 7330 - Beirã
- 7330 - Santa Maria de Marvão
- 7330 - Santo António das Areias
- 7330 - São Salvador da Aramenha

### Monforte
- 7450 - Assumar
- 7450 - Monforte
- 7450 - Santo Aleixo
- 7450 - Vaiamonte

### Nisa
- 6050 - Alpalhão
- 6050 - Amieira do Tejo
- 6050 - Arez
- 6050 - Espírito Santo
- 6050 - Montalvão
- 6050 - Nossa Senhora da Graça
- 6050 - Santana
- 6050 - São Matias
- 6050 - São Simão
- 6050 - Tolosa

### Ponte de Sôr
- 7400 - Galveias
- 7425 - Montargil
- 7400 - Ponte de Sôr
- 7425 - Foros de Arrão
- 7400 - Longomel
- 7400 - Vale de Açor
- 7400 - Tramaga

### Portalegre
- 7300 - Alagoa
- 7300 - Alegrete
- 7300 - Carreiras
- 7300 - Fortios
- 7300 - Reguengo
- 7300 - Ribeira de Nisa
- 7300 - São Julião
- 7300 - São Lourenço
- 7300 - Sé
- 7300 - Urra

### Sousel
- 7470 - Cano
- 7470 - Casa Branca
- 7470 - Santo Amaro
- 7470 - Sousel

## Distretto di Porto

### Amarante
- 4600 - Aboadela
- 4600 - Aboim
- 4600 - Ansiães
- 4605 - Ataíde
- 4600 - Bustelo
- 4600 - Canadelo
- 4600 - Candemil
- 4600 - Carneiro
- 4600 - Carvalho de Rei
- 4600 - Cepelos
- 4600 - Chapa
- 4600 - Fregim
- 4600 - Freixo de Baixo
- 4615 - Freixo de Cima
- 4600 - Fridão
- 4600 - Gatão
- 4600 - Gondar
- 4600 - Jazente
- 4600 - Lomba
- 4600 - Louredo
- 4600 - Lufrei
- 4600 - Madalena
- 4605 - Mancelos
- 4605 - Oliveira
- 4600 - Olo
- 4600 - Padronelo
- 4605 - Real
- 4600 - Rebordelo
- 4600 - Salvador do Monte
- 4600 - Sanche
- 4615 - Figueiró (Santa Cristina)
- 4615 - Figueiró (Santiago)
- 4600 - São Gonçalo
- 4600 - São Simão de Gouveia
- 4615 - Telões
- 4605 - Travanca
- 4600 - Várzea
- 4600 - Vila Caiz
- 4600 - Vila Chã do Marão
- 4600 - Vila Garcia

### Baião
- 4640 - Ancede
- 4640 - Campelo
- 4640 - São Tomé de Covelas
- 4640 - Frende
- 4640 - Gestaçô
- 4640 - Gove
- 4640 - Grilo
- 4640 - Loivos do Monte
- 4640 - Loivos da Ribeira
- 4640 - Mesquinhata
- 4640 - Ovil
- 4640 - Ribadouro
- 4640 - Santa Cruz do Douro
- 4640 - Santa Leocádia (Baião)
- 4640 - Santa Marinha do Zêzere
- 5040 - Teixeira
- 5040 - Teixeiró
- 4640 - Tresouras
- 4640 - Valadares
- 4640 - Viariz

### Felgueiras
- 4650 - Aião
- 4650 - Airães
- 4615 - Borba de Godim
- 4610 - Caramos
- 4610 - Friande
- 4650 - Idães
- 4610 - Jugueiros
- 4610 - Lagares
- 4650 - Lordelo
- 4615 - Macieira da Lixa
- 4610 - Moure
- 4650 - Pedreira
- 4610 - Penacova
- 4610 - Pinheiro
- 4610 - Pombeiro de Ribavizela
- 4650 - Rande
- 4610 - Refontoura
- 4815 - Regilde
- 4650 - Revinhade
- 4610 - Margaride Santa Eulália
- 4650 - Santão
- 4610 - Vizela (São Jorge)
- 4610 - Sendim
- 4650 - Sernande
- 4650 - Sousa
- 4650 - Torrados
- 4650 - Unhão
- 4610 - Várzea
- 4650 - Varziela
- 4615 - Vila Cova da Lixa
- 4610 - Vila Fria
- 4650 - Vila Verde

### Gondomar
- 4515 - Covelo
- 4510 - Fânzeres
- 4515 - Foz do Sousa
- 4510 - Jovim
- 4515 - Lomba
- 4515 - Medas
- 4515 - Melres
- 4435 - Rio Tinto
- 4420 - São Cosme
- 4510 - São Pedro da Cova
- 4420 - Valbom
- 4435 - Baguim do Monte

### Lousada
- 4620 - Alvarenga
- 4620 - Aveleda
- 4620 - Boim
- 4620 - Caíde de Rei
- 4620 - Casais
- 4620 - Cernadelo
- 4620 - Covas
- 4620 - Cristelos
- 4620 - Figueiras
- 4620 - Lodares
- 4620 - Lustosa
- 4620 - Macieira
- 4620 - Meinedo
- 4620 - Nespereira
- 4620 - Nevogilde
- 4620 - Nogueira
- 4620 - Ordem
- 4620 - Pias
- 4620 - Lousada (Santa Margarida)
- 4620 - Santo Estevão (Barrosas)
- 4620 - Lousada (São Miguel)
- 4620 - Silvares
- 4620 - Sousela
- 4620 - Torno
- 4620 - Vilar do Torno e Alentém

### Maia
- 4425 - Águas Santas
- 4475 - Barca
- 4425 - Folgosa
- 4475 - Gemunde
- 4475 - Gondim
- 4470 - Gueifães
- 4470 - Maia
- 4475 - Milheirós
- 4470 - Moreira
- 4475 - Nogueira
- 4475 - Avioso (Santa Maria)
- 4475 - Avioso (São Pedro)
- 4425 - São Pedro Fins
- 4475 - Silva Escura
- 4470 - Vermoim
- 4470 - Vila Nova da Telha
- 4425 - Pedrouços

### Marco de Canaveses
- 4575 - Alpendurada e Matos
- 4625 - Ariz
- 4630 - Avessadas
- 4635 - Banho e Carvalhosa
- 4635 - Constance
- 4625 - Favões
- 4635 - Folhada
- 4630 - Fornos
- 4630 - Freixo
- 4625 - Magrelos
- 4630 - Manhuncelos
- 4630 - Maureles
- 4625 - Paços de Gaiolo
- 4630 - Paredes de Viadores
- 4625 - Penha Longa
- 4630 - Rio de Galinhas
- 4625 - Rosem
- 4625 - Sande
- 4635 - Santo Isidoro
- 4625 - São Lourenço do Douro
- 4630 - São Nicolau
- 4630 - Soalhães
- 4635 - Sobretâmega
- 4635 - Tabuado
- 4575 - Torrão
- 4635 - Toutosa
- 4630 - Tuias
- 4575 - Várzea do Douro
- 4635 - Várzea Ovelha e Aliviada
- 4625 - Vila Boa do Bispo
- 4635 - Vila Boa de Quires

### Matosinhos
- 4460 - Custóias
- 4460 - Guifões
- 4455 - Lavra
- 4465 - Leça do Balio
- 4450 - Leça da Palmeira
- 4450 - Matosinhos
- 4455 - Perafita
- 4455 - Santa Cruz do Bispo
- 4465 - São Mamede de Infesta
- 4460 - Senhora da Hora

### Paços de Ferreira
- 4595 - Arreigada
- 4590 - Carvalhosa
- 4590 - Codessos
- 4595 - Eiriz
- 4590 - Ferreira
- 4590 - Figueiró
- 4595 - Frazão
- 4590 - Freamunde
- 4590 - Lamoso
- 4595 - Meixomil
- 4590 - Modelos
- 4590 - Paços de Ferreira
- 4595 - Penamaior
- 4590 - Raimonda
- 4595 - Sanfins de Ferreira
- 4595 - Seroa

### Paredes
- 4585 - Aguiar de Sousa
- 4585 - Astromil
- 4585 - Baltar
- 4580 - Beire
- 4580 - Besteiros
- 4580 - Bitarães
- 4580 - Castelões de Cepeda
- 4580 - Cete
- 4580 - Cristelo
- 4580 - Duas Igrejas
- 4585 - Gandra
- 4580 - Gondalães
- 4580 - Lordelo
- 4580 - Louredo
- 4580 - Madalena
- 4580 - Mouriz
- 4585 - Parada de Todeia
- 4585 - Rebordosa
- 4585 - Recarei
- 4585 - Sobreira
- 4580 - Sobrosa
- 4585 - Vandoma
- 4580 - Vila Cova de Carros
- 4580 - Vilela

### Penafiel
- 4560 - Abragão
- 4575 - Boelhe
- 4560 - Bustelo
- 4575 - Cabeça Santa
- 4575 - Canelas
- 4575 - Capela
- 4560 - Castelões
- 4560 - Croca
- 4560 - Duas Igrejas
- 4575 - Eja
- 4575 - Figueira
- 4560 - Fonte Arcada
- 4560 - Galegos
- 4560 - Guilhufe
- 4560 - Irivo
- 4560 - Lagares
- 4560 - Luzim
- 4560 - Marecos
- 4560 - Milhundos
- 4560 - Novelas
- 4575 - Oldrões
- 4560 - Paço de Sousa
- 4575 - Paredes
- 4560 - Penafiel
- 4560 - Perozelo
- 4575 - Pinheiro
- 4575 - Portela
- 4560 - Rans
- 4575 - Rio de Moinhos
- 4560 - Santa Marta
- 4560 - Santiago de Subarrifana
- 4560 - São Mamede Recezinhos
- 4560 - São Martinho Recezinhos
- 4575 - Sebolido
- 4560 - Urrô
- 4575 - Valpedre
- 4560 - Vila Cova
- 4575 - Rio Mau

### Porto
- 4100 - Aldoar
- 4200 - Bonfim
- 4350 - Campanhã
- 4250 - Cedofeita
- 4150 - Foz do Douro
- 4150 - Lordelo do Ouro
- 4150 - Massarelos
- 4050 - Miragaia
- 4150 - Nevogilde
- 4200 - Paranhos
- 4100 - Ramalde
- 4000 - Santo Ildefonso
- 4050 - São Nicolau
- 4000 - Sé
- 4050 - Vitória

### Póvoa de Varzim
- 4490 - A Ver-o-Mar
- 4495 - Aguçadoura
- 4495 - Amorim
- 4490 - Argivai
- 4570 - Balazar
- 4495 - Beiriz
- 4570 - Estela
- 4570 - Laúndos
- 4495 - Navais
- 4490 - Póvoa de Varzim
- 4570 - Rates
- 4495 - Terroso

### Santo Tirso
- 4825 - Agrela
- 4825 - Água Longa
- 4780 - Areias
- 4795 - Aves
- 4780 - Burgães
- 4825 - Carreira
- 4825 - Guimarei
- 4780 - Lama
- 4825 - Lamelas
- 4825 - Monte Córdova
- 4780 - Palmeira
- 4795 - Rebordões
- 4825 - Refojos de Riba de Ave
- 4825 - Reguenga
- 4795 - Roriz
- 4780 - Couto (Santa Cristina)
- 4780 - Santo Tirso
- 4795 - São Mamede Negrelos
- 4795 - São Martinho Campo
- 4780 - Couto (São Miguel)
- 4795 - São Salvador do Campo
- 4795 - São Tomé Negrelos
- 4780 - Sequeiró
- 4795 - Vilarinho

### Valongo
- 4445 - Alfena
- 4440 - Campo
- 4445 - Ermesinde
- 4440 - Sobrado
- 4440 - Valongo

### Vila do Conde
- 4480 - Arcos
- 4480 - Árvore
- 4485 - Aveleda
- 4480 - Azurara
- 4480 - Bagunte
- 4485 - Canidelo
- 4485 - Fajozes
- 4480 - Ferreiró
- 4485 - Fornelo
- 4485 - Gião
- 4485 - Guilhabreu
- 4480 - Junqueira
- 4485 - Labruge
- 4485 - Macieira da Maia
- 4485 - Malta
- 4485 - Mindelo
- 4485 - Modivas
- 4485 - Mosteiró
- 4480 - Outeiro Maior
- 4480 - Parada
- 4480 - Retorta
- 4480 - Rio Mau
- 4480 - Tougues
- 4480 - Touguinha
- 4480 - Touguinhó
- 4485 - Vairão
- 4485 - Vila Chã
- 4480 - Vila do Conde
- 4485 - Vilar
- 4485 - Vilar de Pinheiro

### Vila Nova de Gaia
- 4410 - Arcozelo
- 4430 - Avintes
- 4410 - Canelas
- 4400 - Canidelo
- 4415 - Crestuma
- 4415 - Grijó
- 4405 - Gulpilhares
- 4415 - Lever
- 4405 - Madalena
- 4400 - Mafamude
- 4415 - Olival
- 4430 - Oliveira do Douro
- 4415 - Pedroso
- 4415 - Perosinho
- 4415 - Sandim
- 4400 - Santa Marinha
- 4410 - São Félix da Marinha
- 4400 - São Pedro da Afurada
- 4415 - Seixezelo
- 4415 - Sermonde
- 4410 - Serzedo
- 4405 - Valadares
- 4430 - Vilar de Andorinho
- 4405 - Vilar do Paraíso

### Trofa
- 4745 - Alvarelhos
- 4785 - Santiago (Bougado)
- 4785 - São Martinho (Bougado)
- 4745 - São Mamede Coronado
- 4745 - São Romão Coronado
- 4785 - Covelas
- 4745 - Guidões
- 4745 - Muro

## Distretto di Santarém

### Abrantes
- 2200 - Aldeia do Mato
- 2200 - Alferrarede
- 2205 - Alvega
- 2205 - Bemposta
- 2200 - Martinchel
- 2200 - Mouriscas
- 2205 - Pego
- 2200 - Rio de Moinhos
- 2205 - Rossio ao Sul do Tejo
- 2205 - São Facundo
- 2200 - São João
- 2205 - São Miguel do Rio Torto
- 2200 - São Vicente
- 2230 - Souto
- 2205 - Tramagal
- 2205 - Vale das Mós
- 2205 - Concavada
- 2230 - Fontes
- 2230 - Carvalhal

### Alcanena
- 2380 - Alcanena
- 2384 - Bugalhos
- 2380 - Espinheiro
- 2380 - Louriceira
- 2380 - Malhou
- 2395 - Minde
- 2380 - Moitas Venda
- 2380 - Monsanto
- 2380 - Serra de Santo António
- 2380 - Vila Moreira

### Almeirim
- 2080 - Almeirim
- 2080 - Benfica do Ribatejo
- 2080 - Fazendas de Almeirim
- 2080 - Raposa

### Alpiarça
- 2090 - Alpiarça

### Benavente
- 2120 - Benavente
- 2135 - Samora Correia
- 2130 - Santo Estevão
- 2130 - Barrosa

### Cartaxo
- 2070 - Cartaxo
- 2070 - Ereira
- 2070 - Lapa
- 2070 - Pontével
- 2070 - Valada
- 2070 - Vale da Pinta
- 2070 - Vila Chã de Ourique
- 2070 - Vale da Pedra

### Chamusca
- 2140 - Chamusca
- 2140 - Chouto
- 2140 - Pinheiro Grande
- 2140 - Ulme
- 2140 - Vale de Cavalos
- 2140 - Parreira
- 2140 - Carregueira

### Constância
- 2250 - Constância
- 2250 - Montalvo
- 2250 - Santa Margarida da Coutada

### Coruche
- 2100 - Coruche
- 2100 - Couço
- 2100 - São José da Lamarosa
- 2100 - Fajarda
- 2100 - Branca
- 2100 - Erra
- 2100 - Biscaínho
- 2100 - Santana do Mato

### Entroncamento
- 2330 - São João Baptista
- 2330 - Nossa Senhora de Fátima

### Ferreira do Zêzere
- 2240 - Águas Belas
- 2240 - Areias
- 2240 - Beco
- 2240 - Chãos
- 2240 - Dornes
- 2240 - Ferreira do Zêzere
- 2240 - Igreja Nova do Sobral
- 2240 - Paio Mendes
- 2240 - Pias

### Golegã
- 2150 - Azinhaga
- 2150 - Golegã

### Mação
- 6120 - Aboboreira
- 6120 - Amêndoa
- 6120 - Cardigos
- 6120 - Carvoeiro
- 6120 - Envendos
- 6120 - Mação
- 6120 - Ortiga
- 6120 - Penhascoso

### Rio Maior
- 2040 - Alcobertas
- 2040 - Arrouquelas
- 2040 - Arruda dos Pisões
- 2040 - Azambujeira
- 2040 - Fráguas
- 2040 - Marmeleira
- 2040 - Outeiro da Cortiçada
- 2040 - Rio Maior
- 2040 - São João da Ribeira
- 2040 - Asseiceira
- 2040 - São Sebastião
- 2040 - Ribeira de São João
- 2040 - Malaqueijo
- 2040 - Assentiz

### Salvaterra de Magos
- 2125 - Glória do Ribatejo
- 2125 - Marinhais
- 2125 - Muge
- 2120 - Salvaterra de Magos
- 2120 - Foros de Salvaterra
- 2125 - Granho

### Santarém
- 2005 - Abitureiras
- 2025 - Abrã
- 2000 - Achete
- 2025 - Alcanede
- 2000 - Alcanhões
- 2005 - Almoster
- 2025 - Amiais de Baixo
- 2000 - Arneiro das Milhariças
- 2005 - Azoia de Baixo
- 2025 - Azoia de Cima
- 2000 - Casével
- 2000 - Marvila
- 2005 - Moçarria
- 2000 - Pernes
- 2150 - Pombalinho
- 2005 - Póvoa da Isenta
- 2000 - Póvoa de Santarém
- 2005 - Romeira
- 2000 - Santa Iria Ribeira Santarém
- 2005 - São Nicolau
- 2005 - São Salvador
- 2000 - São Vicente do Paul
- 2025 - Tremês
- 2000 - Vale de Figueira
- 2005 - Vale de Santarém
- 2000 - Vaqueiros
- 2005 - Várzea
- 2025 - Gançaria

### Sardoal
- 2230 - Alcaravela
- 2230 - Santiago de Montalegre
- 2230 - Sardoal
- 2230 - Valhascos

### Tomar
- 2305 - Alviobeira
- 2305 - Asseiceira
- 2305 - Beselga
- 2305 - Carregueiros
- 2305 - Casais
- 2300 - Junceira
- 2305 - Madalena
- 2300 - Olalhas
- 2305 - Paialvo
- 2305 - Pedreira
- 2300 - Santa Maria dos Olivais
- 2300 - São João Baptista (Tomar)\São João Batista
- 2300 - São Pedro de Tomar
- 2305 - Sabacheira
- 2300 - Serra
- 2305 - Além da Ribeira

### Torres Novas
- 2350 - Alcorochel
- 2350 - Assentiz
- 2350 - Brogueira
- 2350 - Chancelaria
- 2350 - Lapas
- 2350 - Olaia
- 2350 - Paço
- 2350 - Parceiros de Igreja
- 2350 - Pedrógão
- 2350 - Riachos
- 2350 - Ribeira Branca
- 2350 - Salvador
- 2350 - Santa Maria
- 2350 - Santiago
- 2350 - São Pedro
- 2350 - Zibreira
- 2350 - Meia Via

### Vila Nova da Barquinha
- 2260 - Atalaia
- 2260 - Praia do Ribatejo
- 2260 - Tancos
- 2260 - Vila Nova da Barquinha
- 2260 - Moita do Norte

### Ourém
- 2490 - Alburitel
- 2490 - Atouguia
- 2435 - Casal dos Bernardos
- 2435 - Caxarias
- 2435 - Espite
- 2495 - Fátima
- 2435 - Formigais
- 2435 - Freixianda
- 2490 - Gondemaria
- 2435 - Olival
- 2490 - Nossa Senhora Misericórdias
- 2435 - Rio de Couros
- 2435 - Seiça
- 2435 - Urqueira
- 2490 - Nossa Senhora da Piedade
- 2435 - Matas
- 2490 - Cercal
- 2435 - Ribeira do Fárrio

## Distretto di Setúbal

### Alcácer do Sal
- 7580 - Santa Maria do Castelo
- 7580 - Santa Susana
- 7580 - Santiago
- 7595 - Torrão
- 7580 - São Martinho
- 7580 - Comporta

### Alcochete
- 2890 - Alcochete
- 2890 - Samouco
- 2890 - São Francisco

### Almada
- 2800 - Almada
- 2825 - Caparica
- 2825 - Costa da Caparica
- 2805 - Cova da Piedade
- 2825 - Trafaria
- 2800 - Cacilhas
- 2805 - Pragal
- 2815 - Sobreda
- 2820 - Charneca da Caparica
- 2810 - Laranjeiro
- 2810 - Feijó

### Barreiro
- 2830 - Barreiro
- 2835 - Lavradio
- 2830 - Palhais
- 2830 - Santo André
- 2830 - Verderena
- 2830 - Alto do Seixalinho
- 2835 - Santo António da Charneca
- 2830 - Coina

### Grândola
- 7570 - Azinheira dos Barros
- 7570 - Grândola
- 7570 - Melides
- 7570 - Santa Margarida da Serra
- 7570 - Carvalhal

### Moita (Portogallo)|Moita
- 2860 - Alhos Vedros
- 2835 - Baixa da Banheira
- 2860 - Moita
- 2860 - Gaio-Rosário
- 2860 - Sarilhos Pequenos
- 2835 - Vale da Amoreira

### Montijio|Montijo
- 2985 - Canha
- 2870 - Montijo
- 2985 - Santo Isidro de Pegões
- 2870 - Sarilhos Grandes
- 2870 - Alto Estanqueiro-Jardia
- 2985 - Pegões
- 2870 - Atalaia
- 2870 - Afonsoeiro

### Palmela
- 2965 - Marateca
- 2950 - Palmela
- 2955 - Pinhal Novo
- 2950 - Quinta do Anjo
- 2965 - Poceirão

### Santiago do Cacém
- 7540 - Abela
- 7565 - Alvalade
- 7555 - Cercal
- 7565 - Ermidas-Sado
- 7540 - Santa Cruz
- 7540 - Santiago do Cacém
- 7500 - Santo André
- 7540 - São Bartolomeu da Serra
- 7540 - São Domingos
- 7540 - São Francisco da Serra
- 7540 - Vale de Água

### Seixal
- 2840 - Aldeia de Paio Pires
- 2845 - Amora
- 2840 - Arrentela
- 2840 - Seixal
- 2855 - Corroios
- 2865 - Fernão Ferro

### Sesimbra
- 2970 - Castelo (Sesimbra)
- 2970 - Santiago (Sesimbra)
- 2975 - Quinta do Conde

### Setúbal
- 2900 - Nossa Senhora da Anunciada
- 2900 - Santa Maria da Graça
- 2900 - São Julião
- 2925 - São Lourenço
- 2910 - São Sebastião
- 2925 - São Simão
- 2910 - Gâmbia-Pontes-Alto Guerra
- 2910 - Sado

### Sines
- 7520 - Sines
- 7520 - Porto Covo

## Distretto di Viana do Castelo

### Arcos de Valdevez
- 4970 - Aboim das Choças
- 4970 - Aguiã
- 4970 - Alvora
- 4970 - Ázere
- 4970 - Cabana Maior
- 4970 - Cabreiro
- 4970 - Carralcova
- 4970 - Cendufe
- 4970 - Couto
- 4970 - Eiras
- 4970 - Ermelo
- 4970 - Extremo
- 4970 - Gavieira
- 4970 - Giela
- 4970 - Gondoriz
- 4970 - Grade
- 4970 - Guilhadeses
- 4970 - Loureda
- 4970 - Madalena (Jolda)
- 4970 - Mei
- 4970 - Miranda
- 4970 - Monte Redondo
- 4970 - Oliveira
- 4970 - Paçô
- 4970 - Padroso
- 4970 - Parada
- 4970 - Portela
- 4970 - Prozelo
- 4970 - Rio Cabrão
- 4970 - Rio Frio
- 4970 - Rio de Moinhos
- 4970 - Sá
- 4970 - Sabadim
- 4970 - Salvador
- 4970 - Padreiro (Salvador)
- 4970 - Padreiro (Santa Cristina)
- 4970 - Távora (Santa Maria)
- 4970 - Santar
- 4970 - São Cosme e São Damião
- 4970 - São Jorge
- 4970 - São Paio Arcos Valdevez
- 4970 - São Paio Jolda
- 4970 - São Vicente Távora
- 4970 - Senharei
- 4970 - Sistelo
- 4970 - Soajo
- 4970 - Souto
- 4970 - Tabaçô
- 4970 - Vale
- 4970 - Vila Fonche
- 4970 - Vilela

### Caminha
- 4910 - Âncora
- 4910 - Arga de Baixo
- 4910 - Arga de Cima
- 4910 - Arga de São João
- 4910 - Argela
- 4910 - Azevedo
- 4910 - Caminha
- 4910 - Cristelo
- 4910 - Dem
- 4910 - Gondar
- 4910 - Lanhelas
- 4910 - Moledo
- 4910 - Orbacém
- 4910 - Riba de Âncora
- 4910 - Seixas
- 4910 - Venade
- 4910 - Vila Praia de Âncora
- 4910 - Vilar de Mouros
- 4910 - Vilarelho
- 4910 - Vile

### Melgaço
- 4960 - Alvaredo
- 4960 - Castro Laboreiro
- 4960 - Chaviães
- 4960 - Cousso
- 4960 - Cristoval
- 4960 - Cubalhão
- 4960 - Fiães
- 4960 - Gave
- 4960 - Lamas de Mouro
- 4960 - Paços
- 4960 - Paderne
- 4960 - Parada do Monte
- 4960 - Penso
- 4960 - Prado
- 4960 - Remoães
- 4960 - Roussas
- 4960 - São Paio
- 4960 - Vila

### Monção
- 4950 - Abedim
- 4950 - Anhões
- 4950 - Badim
- 4950 - Barbeita
- 4950 - Barroças e Taias
- 4950 - Bela
- 4950 - Cambeses
- 4950 - Ceivães
- 4950 - Lapela
- 4950 - Lara
- 4950 - Longos Vales
- 4950 - Lordelo
- 4950 - Luzio
- 4950 - Mazedo
- 4950 - Merufe
- 4950 - Messegães
- 4950 - Monção
- 4950 - Moreira
- 4950 - Parada
- 4950 - Pias
- 4950 - Pinheiros
- 4950 - Podame
- 4950 - Portela
- 4950 - Riba de Mouro
- 4950 - Sá
- 4950 - Sago
- 4950 - Segude
- 4950 - Tangil
- 4950 - Troporiz
- 4950 - Troviscoso
- 4950 - Trute
- 4950 - Valadares
- 4950 - Cortes

### Paredes de Coura
- 4940 - Agualonga
- 4940 - Bico
- 4940 - Castanheira
- 4940 - Cossourado
- 4940 - Coura
- 4940 - Cristelo
- 4940 - Cunha
- 4940 - Ferreira
- 4940 - Formariz
- 4940 - Infesta
- 4940 - Insalde
- 4940 - Linhares
- 4940 - Mozelos
- 4940 - Padornelo
- 4940 - Parada
- 4940 - Paredes de Coura
- 4940 - Porreiras
- 4940 - Resende
- 4940 - Romarigães
- 4940 - Rubiães
- 4940 - Vascões

### Ponte da Barca
- 4980 - Azias (Santa Maria)
- 4980 - Boivães
- 4980 - Bravães
- 4980 - Britelo (São Martinho)
- 4980 - Crasto (São Martinho)
- 4980 - Cuide de Vila Verde
- 4980 - Entre Ambos-os-Rios
- 4980 - Ermida
- 4980 - Germil
- 4980 - Grovelas São João Evangelista
- 4980 - Lavradas
- 4980 - Lindoso
- 4980 - Nogueira
- 4980 - Oleiros
- 4980 - Paço Vedro de Magalhães
- 4980 - Ponte da Barca
- 4980 - Ruivos
- 4980 - Touvedo (Salvador)
- 4980 - Sampriz
- 4980 - Vila Chã (Santiago)
- 4980 - Vila Chã (São João Batista)
- 4980 - Touvedo (São Lourenço)
- 4980 - Vade (São Pedro)
- 4980 - Vade (São Tomé)
- 4980 - Vila Nova de Muia

### Ponte de Lima
- 4990 - Anais
- 4990 - Arca
- 4990 - Arcos
- 4990 - Arcozelo
- 4990 - Ardegão
- 4990 - Bárrio
- 4990 - Beiral do Lima
- 4990 - Bertiandos
- 4990 - Boalhosa
- 4990 - Brandara
- 4990 - Cabaços
- 4990 - Cabração
- 4990 - Calheiros
- 4990 - Calvelo
- 4990 - Cepões
- 4990 - Correlhã
- 4990 - Estorãos
- 4990 - Facha
- 4990 - Feitosa
- 4990 - Fojo Lobal
- 4990 - Fontão
- 4990 - Fornelos
- 4990 - Freixo
- 4990 - Friastelas
- 4990 - Gaifar
- 4990 - Gandra
- 4990 - Gemieira
- 4990 - Gondufe
- 4990 - Labruja
- 4990 - Labrujó
- 4990 - Mato
- 4990 - Moreira do Lima
- 4990 - Navió
- 4990 - Poiares
- 4990 - Ponte de Lima
- 4990 - Queijada
- 4990 - Refóios do Lima
- 4990 - Rendufe
- 4990 - Ribeira
- 4990 - Sá
- 4990 - Sandiães
- 4990 - Santa Comba
- 4990 - Santa Cruz de Lima
- 4990 - Santa Maria Rebordões
- 4990 - Seara
- 4990 - Serdedelo
- 4990 - Souto Rebordões
- 4990 - Vilar das Almas
- 4990 - Vilar do Monte
- 4990 - Vitorino das Donas
- 4990 - Vitorino dos Piães

### Valença
- 4930 - Arão
- 4930 - Boivão
- 4930 - Cerdal
- 4930 - Cristelo Covo
- 4930 - Fontoura
- 4930 - Friestas
- 4930 - Gandra
- 4930 - Ganfei
- 4930 - Gondomil
- 4930 - Sanfins
- 4930 - São Julião
- 4930 - São Pedro da Torre
- 4930 - Silva
- 4930 - Taião
- 4930 - Valença
- 4930 - Verdoejo

### Viana do Castelo
- 4900 - Afife
- 4905 - Alvarães
- 4925 - Amonde
- 4935 - Vila Nova de Anha
- 4900 - Areosa
- 4905 - Barroselas
- 4925 - Cardielos
- 4900 - Carreço
- 4905 - Carvoeiro
- 4935 - Castelo do Neiva
- 4935 - Darque
- 4905 - Deão
- 4905 - Deocriste
- 4910 - Freixieiro de Soutelo
- 4925 - Lanheses
- 4935 - Mazarefes
- 4900 - Meadela
- 4925 - Meixedo
- 4900 - Monserrate
- 4925 - Montaria
- 4905 - Moreira de Geraz do Lima
- 4905 - Mujães
- 4935 - Neiva
- 4925 - Nogueira
- 4925 - Outeiro
- 4925 - Perre
- 4905 - Portela Susã
- 4925 - Santa Marta de Portuzelo
- 4905 - Geraz Lima (Santa Leocádia)
- 4905 - Geraz Lima (Santa Maria)
- 4900 - Santa Maria Maior
- 4925 - Serreleis
- 4905 - Subportela
- 4925 - Torre
- 4935 - Vila Franca
- 4935 - Vila Fria
- 4925 - Vila Mou
- 4905 - Vila de Punhe
- 4925 - Vilar de Murteda
- 4935 - Chafé

### Vila Nova de Cerveira
- 4920 - Campos
- 4920 - Candemil
- 4920 - Cornes
- 4920 - Covas
- 4920 - Gondar
- 4920 - Gondarém
- 4920 - Loivo
- 4920 - Lovelhe
- 4920 - Mentrestido
- 4920 - Nogueira
- 4920 - Reboreda
- 4920 - Sapardos
- 4920 - Sopo
- 4920 - Vila Meã
- 4920 - Vila Nova de Cerveira

## Distretto di Vila Real

### Alijó
- 5070 - Alijó
- 5070 - Amieiro
- 5070 - Carlão
- 5085 - Casal de Loivos
- 5070 - Castedo
- 5070 - Cotas
- 5070 - Favaios
- 5070 - Pegarinhos
- 5085 - Pinhão
- 5070 - Pópulo
- 5070 - Ribalonga
- 5070 - Sanfins do Douro
- 5070 - Santa Eugénia
- 5070 - São Mamede de Ribatua
- 5085 - Vale de Mendiz
- 5070 - Vila Chã
- 5070 - Vila Verde
- 5070 - Vilar de Maçada
- 5085 - Vilarinho de Cotas

### Boticas
- 5460 - Alturas do Barroso
- 5460 - Ardãos
- 5460 - Beça
- 5460 - Bobadela
- 5460 - Boticas
- 5460 - Cerdedo
- 5460 - Codessoso
- 5460 - Covas do Barroso
- 5460 - Curros
- 5460 - Dornelas
- 5460 - Fiães do Tamega
- 5460 - Granja
- 5460 - Pinho
- 5460 - São Salvador de Viveiro
- 5460 - Sapiãos
- 5460 - Vilar

### Chaves
- 5400 - Águas Frias
- 5425 - Anelhe
- 5425 - Arcossó
- 5400 - Bobadela
- 5400 - Bustelo
- 5400 - Calvão
- 5400 - Cela
- 5400 - Cimo de Vila de Castanheira
- 5400 - Curalha
- 5400 - Eiras
- 5400 - Ervededo
- 5400 - Faiões
- 5400 - Lama de Arcos
- 5425 - Loivos
- 5400 - Mairos
- 5400 - Moreiras
- 5400 - Nogueira da Montanha
- 5400 - Oucidres
- 5425 - Oura
- 5400 - Outeiro Seco
- 5400 - Paradela
- 5425 - Póvoa de Agrações
- 5400 - Redondelo
- 5400 - Roriz
- 5400 - Samaiões
- 5400 - Sanfins
- 5400 - Sanjurje
- 5400 - Santa Leocádia
- 5400 - Santo António de Monforte
- 5400 - Santo Estevão
- 5400 - São Julião de Montenegro
- 5400 - São Pedro de Agostem
- 5400 - São Vicente
- 5400 - Seara Velha
- 5425 - Selhariz
- 5400 - Soutelinho da Raia
- 5400 - Soutelo
- 5400 - Travancas
- 5400 - Tronco
- 5400 - Vale de Anta
- 5425 - Vidago
- 5400 - Vila Verde de Raia
- 5400 - Vilar de Nantes
- 5400 - Vilarelho da Raia
- 5425 - Vilarinho das Paranheiras
- 5425 - Vilas Boas
- 5400 - Vilela Seca
- 5400 - Vilela do Tâmega
- 5400 - Santa Maria Maior
- 5400 - Madalena
- 5400 - Santa Cruz/Trindade

### Mesão Frio
- 5040 - Barqueiros
- 5040 - Cidadelhe
- 5040 - Oliveira
- 5040 - Santa Cristina
- 5040 - São Nicolau
- 5040 - Vila Jusã
- 5040 - Vila Marim

### Mondim de Basto
- 4880 - Atei
- 4880 - Bilhó
- 4880 - Campanhó
- 4880 - Ermelo
- 4880 - Mondim de Basto
- 4880 - Paradança
- 4880 - Pardelhas
- 4880 - Vilar de Ferreiros

### Montalegre
- 5470 - Cabril
- 5470 - Cambeses do Rio
- 5470 - Cervos
- 5470 - Chã
- 5470 - Contim
- 5470 - Covelães
- 5470 - Covelo do Gerez
- 5470 - Donões
- 5470 - Ferral
- 5470 - Fervidelas
- 5470 - Fiães do Rio
- 5470 - Gralhas
- 5470 - Meixedo
- 5470 - Meixide
- 5470 - Montalegre
- 5470 - Morgade
- 5470 - Mourilhe
- 5470 - Negrões
- 5470 - Outeiro
- 5470 - Padornelos
- 5470 - Padroso
- 5470 - Paradela
- 5470 - Pitões das Junias
- 5470 - Pondras
- 5470 - Reigoso
- 5470 - Salto
- 5470 - Santo André
- 5470 - Vilar Perdizes (São Miguel)
- 5470 - Sarraquinhos
- 5470 - Sezelhe
- 5470 - Solveira
- 5470 - Tourém
- 5470 - Venda Nova
- 5470 - Viade de Baixo
- 5470 - Vila da Ponte

### Murça
- 5090 - Candedo
- 5090 - Carva
- 5090 - Fiolhoso
- 5090 - Jou
- 5090 - Murça
- 5090 - Noura
- 5090 - Palheiros
- 5090 - Valongo de Milhais
- 5090 - Vilares

### Peso da Régua
- 5050 - Covelinhas
- 5050 - Fontelas
- 5050 - Galafura
- 5050 - Godim
- 5050 - Loureiro
- 5050 - Moura Morta
- 5050 - Peso da Régua
- 5050 - Poiares
- 5040 - Sedielos
- 5050 - Vilarinho dos Freires
- 5050 - Vinhós
- 5050 - Canelas

### Ribeira de Pena
- 4870 - Alvadia
- 4870 - Canedo
- 4870 - Cerva
- 4870 - Limões
- 4870 - Salvador
- 4870 - Santa Marinha
- 4870 - Santo Aleixo de Além-Tamega

### Sabrosa
- 5060 - Celeirós
- 5085 - Covas do Douro
- 5085 - Gouvães do Douro
- 5060 - Gouvinhas
- 5060 - Parada de Pinhão
- 5060 - Paradela de Guiães
- 5060 - Paços
- 5060 - Provesende
- 5060 - Sabrosa
- 5085 - São Cristóvão do Douro
- 5060 - São Lourenço de Ribapinhão
- 5060 - São Martinho de Antas
- 5060 - Souto Maior
- 5060 - Torre do Pinhão
- 5060 - Vilarinho de São Romão

### Santa Marta de Penaguião
- 5030 - Alvações do Corgo
- 5030 - Cumieira
- 5030 - Fontes
- 5030 - Fornelos
- 5030 - Louredo
- 5030 - Medrões
- 5030 - Sanhoane
- 5030 - Lobrigos (São João Batista)
- 5030 - São Miguel
- 5030 - Sever

### Valpaços
- 5430 - Água Revês e Crasto
- 5430 - Alvarelhos
- 5445 - Argeriz
- 5430 - Barreiros
- 5430 - Bouçoães
- 5430 - Canaveses
- 5445 - Carrazedo de Montenegro
- 5445 - Curros
- 5430 - Ervões
- 5430 - Fiães
- 5430 - Fornos do Pinhal
- 5430 - Friões
- 5430 - Lebução
- 5430 - Nozelos
- 5445 - Padrela e Tázem
- 5430 - Possacos
- 5430 - Rio Torto
- 5430 - Sanfins
- 5445 - Santa Maria de Emeres
- 5430 - Santa Valha
- 5445 - Santiago Ribeira de Alhariz
- 5445 - São João da Corveira
- 5430 - São Pedro de Veiga de Lila
- 5445 - Serapicos
- 5430 - Sonim
- 5430 - Tinhela
- 5430 - Vales
- 5430 - Valpaços
- 5430 - Vassal
- 5430 - Veiga de Lila
- 5430 - Vilarandelo

### Vila Pouca de Aguiar
- 5450 - Afonsim
- 5450 - Alfarela de Jales
- 5450 - Bornes de Aguiar
- 5450 - Bragado
- 5450 - Capeludos
- 5450 - Gouvães da Serra
- 5450 - Parada de Monteiros
- 5450 - Pensalvos
- 5450 - Santa Marta da Montanha
- 5450 - Soutelo de Aguiar
- 5450 - Telões
- 5450 - Tresminas
- 5450 - Valoura
- 5450 - Vila Pouca de Aguiar
- 5450 - Vreia de Bornes
- 5450 - Vreia de Jales
- 5450 - Sabroso de Aguiar
- 5450 - Lixa do Alvão

### Vila Real
- 5000 - Abaças
- 5000 - Adoufe
- 5000 - Andrães
- 5000 - Arroios
- 5000 - Borbela
- 5000 - Campeã
- 5000 - Constantim
- 5000 - Ermida
- 5000 - Folhadela
- 5000 - Guiães
- 5000 - Justes
- 5000 - Lamares
- 5000 - Lamas de Olo
- 5000 - Lordelo
- 5000 - Mateus
- 5000 - Mondrões
- 5000 - Mouçós
- 5000 - Nogueira
- 5000 - Nossa Senhora da Conceição
- 5000 - Parada de Cunhos
- 5000 - Pena
- 5000 - Quintã
- 5000 - São Dinis
- 5000 - São Pedro
- 5000 - São Tomé do Castelo
- 5000 - Torgueda
- 5000 - Vale de Nogueiras
- 5000 - Vila Cova
- 5000 - Vila Marim
- 5000 - Vilarinho de Samardã

## Distretto di Viseu

### Armamar
- 5110 - Aldeias
- 5110 - Aricera
- 5114 - Armamar
- 5110 - Cimbres
- 5110 - Coura
- 5110 - Folgosa
- 5110 - Fontelo
- 5110 - Goujoim
- 5110 - Queimada
- 5110 - Queimadela
- 5110 - Santa Cruz
- 5110 - Santiago
- 5110 - Santo Adrião
- 5110 - São Cosmado
- 5110 - São Martinho das Chãs
- 5110 - São Romão
- 5110 - Tões
- 5110 - Vacalar
- 5110 - Vila Seca

### Carregal do Sal
- 3430 - Beijós
- 3430 - Cabanas de Viriato
- 3430 - Currelos
- 3430 - Oliveira do Conde
- 3430 - Papízios
- 3430 - Parada
- 3430 - Sobral

### Castro Daire
- 3600 - Almofala
- 3600 - Alva
- 3600 - Cabril
- 3600 - Castro Daire
- 3600 - Cujó
- 3600 - Ermida
- 3600 - Ester
- 3600 - Gafanhão
- 3600 - Gosende
- 3600 - Mamouros
- 3600 - Mezio
- 3600 - Mões
- 3600 - Moledo
- 3600 - Monteiras
- 3600 - Moura Morta
- 3600 - Parada de Ester
- 3600 - Pepim
- 3600 - Picão
- 3600 - Pinheiro
- 3600 - Reriz
- 3600 - Ribolhos
- 3600 - São Joaninho

### Cinfães
- 4690 - Alhões
- 4690 - Bustelo
- 4690 - Cinfães
- 4690 - Espadanedo
- 4690 - Ferreiros de Tendais
- 4690 - Fornelos
- 4690 - Gralheira
- 4690 - Moimenta
- 4690 - Nespereira
- 4690 - Oliveira do Douro
- 4690 - Ramires
- 4690 - Santiago de Piães
- 4690 - São Cristóvão de Nogueira
- 4690 - Souselo
- 4690 - Tarouquela
- 4690 - Tendais
- 4690 - Travanca

### Lamego
- 5100 - Almacave
- 5100 - Avões
- 5100 - Bigorne
- 5100 - Britiande
- 5100 - Cambres
- 5100 - Cepões
- 5100 - Ferreirim
- 5100 - Ferreiros de Avões
- 5100 - Figueira
- 5100 - Lalim
- 5100 - Lazarim
- 5100 - Magueija
- 5100 - Meijinhos
- 5100 - Melcões
- 5100 - Parada do Bispo
- 5100 - Penajóia
- 5100 - Penude
- 5100 - Pretarouca
- 5100 - Samodães
- 5100 - Sande
- 5100 - Sé
- 5100 - Valdigem
- 5100 - Várzea de Abrunhais
- 5100 - Vila Nova Souto D'El-Rei

### Mangualde
- 3530 - Abrunhosa-a-Velha
- 3530 - Alcafache
- 3530 - Chãs de Tavares
- 3530 - Cunha Alta
- 3530 - Cunha Baixa
- 3530 - Espinho
- 3530 - Fornos de Maceira Dão
- 3530 - Freixiosa
- 3530 - Lobelhe do Mato
- 3530 - Mangualde
- 3530 - Mesquitela
- 3534 - Moimenta Maceira Dão
- 3530 - Póvoa de Cervães
- 3530 - Quintela de Azurara
- 3530 - Santiago de Cassurrães
- 3530 - São João da Fresta
- 3530 - Travanca de Tavares
- 3530 - Várzea de Tavares

### Moimenta da Beira
- 3620 - Aldeia de Nacomba
- 3620 - Alvite
- 3620 - Arcozelos
- 3620 - Ariz
- 3620 - Baldos
- 3620 - Cabaços
- 3620 - Caria
- 3620 - Castelo
- 3620 - Leomil
- 3620 - Moimenta da Beira
- 3620 - Nagosa
- 3620 - Paradinha
- 3620 - Passô
- 3620 - Pêra Velha
- 3620 - Peva
- 3620 - Rua
- 3620 - Sarzedo
- 3620 - Segões
- 3620 - Sever
- 3620 - Vilar

### Mortágua
- 3450 - Almaça
- 3450 - Cercosa
- 3450 - Cortegaça
- 3450 - Espinho
- 3450 - Marmeleira
- 3450 - Mortágua
- 3450 - Pala
- 3450 - Sobral
- 3450 - Trezói
- 3450 - Vale de Remígio

### Nelas
- 3525 - Canas de Senhorim
- 3525 - Carvalhal Redondo
- 3520 - Nelas
- 3520 - Santar
- 3520 - Senhorim
- 3520 - Vilar Seco
- 3525 - Aguieira
- 3525 - Lapa do Lobo
- 3520 - Moreira

### Oliveira de Frades
- 3475 - Arca
- 3680 - Arcozelo das Maias
- 3680 - Destriz
- 3680 - Oliveira de Frades
- 3680 - Pinheiro
- 3680 - Reigoso
- 3680 - Ribeiradio
- 3680 - São João da Serra
- 3680 - São Vicente de Lafões
- 3680 - Sejães
- 3680 - Souto de Lafões
- 3475 - Varzielas

### Penalva do Castelo
- 3550 - Antas
- 3550 - Castelo de Penalva
- 3550 - Esmolfe
- 3550 - Germil
- 3550 - Insua
- 3550 - Lusinde
- 3550 - Mareco
- 3550 - Matela
- 3550 - Pindo
- 3550 - Real
- 3550 - Sezures
- 3550 - Trancozelos
- 3550 - Vila Cova do Covelo

### Penedono
- 3630 - Antas
- 3630 - Beselga
- 3630 - Castainço
- 3630 - Granja
- 3630 - Ourozinho
- 3630 - Penedono
- 3630 - Penela da Beira
- 3630 - Póvoa de Penela
- 3630 - Souto

### Resende
- 4660 - Anreade
- 4660 - Barrô
- 4660 - Cárquere
- 4660 - Feirão
- 4660 - Felgueiras
- 4660 - Freigil
- 4660 - Miomães
- 4660 - Ovadas
- 4660 - Panchorra
- 4660 - Paus
- 4660 - Resende
- 4660 - São Cipriano
- 4660 - São João de Fontoura
- 4660 - São Martinho de Mouros
- 4660 - São Romão de Aregos

### Santa Comba Dão
- 3440 - Couto do Mosteiro
- 3440 - Óvoa
- 3440 - Pinheiro de Ázere
- 3440 - Santa Comba Dão
- 3440 - São Joaninho
- 3440 - São João de Areias
- 3440 - Treixedo
- 3440 - Vimieiro
- 3440 - Nagosela

### São João da Pesqueira
- 5130 - Castanheiro do Sul
- 5130 - Ervedosa do Douro
- 5130 - Espinhosa
- 5130 - Nagoselo do Douro
- 5130 - Paredes da Beira
- 5130 - Pereiros
- 5130 - Riodades
- 5130 - São João da Pesqueira
- 5130 - Soutelo do Douro
- 5130 - Trevões
- 5130 - Vale de Figueira
- 5130 - Valongo dos Azeites
- 5130 - Várzea de Trevões
- 5130 - Vilarouco

### São Pedro do Sul
- 3660 - Baiões
- 3660 - Bordonhos
- 3660 - Candal
- 3660 - Carvalhais
- 3660 - Covas do Rio
- 3660 - Figueiredo de Alva
- 3660 - Manhouce
- 3660 - Pindelo dos Milagres
- 3660 - Pinho
- 3660 - Santa Cruz da Trapa
- 3660 - São Cristóvão de Lafões
- 3660 - São Félix
- 3660 - São Martinho das Moitas
- 3660 - São Pedro do Sul
- 3660 - Serrazes
- 3660 - Sul
- 3660 - Valadares
- 3660 - Várzea
- 3660 - Vila Maior

### Sátão
- 3560 - Águas Boas
- 3560 - Avelal
- 3560 - Decermilo
- 3560 - Ferreira de Aves
- 3560 - Forles
- 3560 - Mioma
- 3560 - Rio de Moinhos
- 3560 - Romãs
- 3560 - São Miguel de Vila Boa
- 3560 - Sátão
- 3560 - Silvã de Cima
- 3560 - Vila Longa

### Sernancelhe
- 3640 - Arnas
- 3640 - Carregal
- 3640 - Chosendo
- 3640 - Cunha
- 3640 - Escurquela
- 3620 - Faia
- 3640 - Ferreirim
- 3640 - Fonte Arcada
- 3640 - Freixinho
- 3640 - Granjal
- 3640 - Lamosa
- 3640 - Macieira
- 3640 - Penso
- 3640 - Quintela
- 3640 - Sarzeda
- 3640 - Sernancelhe
- 3640 - Vila da Ponte

### Tabuaço
- 5120 - Adorigo
- 5120 - Arcos
- 5120 - Barcos
- 5120 - Chavães
- 5120 - Desejosa
- 5120 - Granja do Tedo
- 5120 - Granjinha
- 5120 - Longa
- 5120 - Paradela
- 5120 - Pereiro
- 5120 - Pinheiros
- 5120 - Santa Leocádia
- 5120 - Sendim
- 5120 - Tabuaço
- 5120 - Távora
- 5120 - Vale de Figueira
- 5120 - Valença do Douro

### Tarouca
- 3610 - Dalvares
- 3610 - Gouviães
- 3610 - Granja Nova
- 3610 - Mondim da Beira
- 3610 - Salzedas
- 3610 - São João de Tarouca
- 3610 - Tarouca
- 3610 - Ucanha
- 3610 - Várzea da Serra
- 3610 - Vila Chã da Beira

### Tondela
- 3465 - Barreiro de Besteiros
- 3465 - Campo de Besteiros
- 3460 - Canas de Santa Maria
- 3465 - Caparrosa
- 3465 - Castelões
- 3460 - Dardavaz
- 3460 - Ferreirós do Dão
- 3475 - Guardão
- 3460 - Lajeosa do Dão
- 3460 - Lobão da Beira
- 3460 - Molelos
- 3475 - Mosteirinho
- 3460 - Mosteiro de Fráguas
- 3460 - Mouraz
- 3460 - Nandufe
- 3460 - Parada de Gonta
- 3460 - Sabugosa
- 3465 - Santiago de Besteiros
- 3475 - São João do Monte
- 3460 - São Miguel do Outeiro
- 3465 - Silvares
- 3460 - Tonda
- 3460 - Tondela
- 3460 - Vila Nova da Rainha
- 3465 - Vilar de Besteiros
- 3465 - Tourigo

### Vila Nova de Paiva
- 3650 - Alhais
- 3650 - Fráguas
- 3650 - Pendilhe
- 3650 - Queiriga
- 3650 - Touro
- 3650 - Vila Cova à Coelheira
- 3650 - Vila Nova de Paiva

### Viseu
- 3515 - Abraveses
- 3505 - Barreiros
- 3510 - Boa Aldeia
- 3515 - Bodiosa
- 3515 - Calde
- 3515 - Campo
- 3505 - Cavernães
- 3505 - Cepões
- 3510 - Coração de Jesus
- 3505 - Cota
- 3510 - Couto de Baixo
- 3510 - Couto de Cima
- 3510 - Fail
- 3510 - Farminhão
- 3505 - Fragosela
- 3515 - Lordosa
- 3500 - Silgueiros
- 3505 - Mundão
- 3510 - Orgens
- 3505 - Povolide
- 3500 - Ranhados
- 3515 - Ribafeita
- 3505 - Rio de Loba
- 3500 - Santa Maria
- 3505 - Santos Evos
- 3510 - São Cipriano
- 3500 - São João de Lourosa
- 3500 - São José
- 3505 - São Pedro de France
- 3510 - São Salvador
- 3510 - Torredeita
- 3510 - Vil de Souto
- 3510 - Vila Chã de Sá
- 3500 - Repeses

### Vouzela
- 3670 - Alcofra
- 3670 - Cambra
- 3670 - Campia
- 3670 - Carvalhal de Vermilhas
- 3670 - Fataúnços
- 3670 - Figueiredo das Donas
- 3670 - Fornelo do Monte
- 3670 - Paços de Vilharigues
- 3670 - Queirã
- 3670 - São Miguel do Mato
- 3670 - Ventosa
- 3670 - Vouzela

## Madeira

### Calheta (Madeira)|Calheta
- 9370 - Arco da Calheta
- 9370 - Calheta
- 9370 - Estreito da Calheta
- 9370 - Fajã da Ovelha
- 9370 - Jardim do Mar
- 9370 - Paul do Mar
- 9385 - Ponta do Pargo
- 9370 - Prazeres

### Câmara de Lobos
- 9300 - Câmara de Lobos
- 9030 - Curral das Freiras
- 9325 - Ereito de Câmara de Lobos
- 9300 - Quinta Grande
- 9325 - Jardim da Serra

### Funchal
- 9050 - Imaculado Coração de Maria
- 9050 - Monte
- 9050 - Santa Luzia
- 9060 - Santa Maria Maior
- 9020 - Santo António
- 9060 - São Gonçalo
- 9000 - São Martinho
- 9000 - São Pedro
- 9020 - São Roque
- 9000 - Sé

### Machico
- 9200 - Água de Pena
- 9200 - Caniçal
- 9200 - Machico
- 9225 - Porto da Cruz
- 9200 - Santo António da Serra

### Ponta do Sol
- 9360 - Canhas
- 9360 - Madalena do Mar
- 9360 - Ponta do Sol

### Porto Moniz
- 9270 - Achadas da Cruz
- 9270 - Porto Moniz
- 9270 - Ribeira da Janela
- 9270 - Seixal

### Ribeira Brava
- 9350 - Campanário
- 9350 - Ribeira Brava
- 9350 - Serra de Água
- 9350 - Tabua

### Santa Cruz
- 9135 - Camacha
- 9125 - Caniço
- 9100 - Gaula
- 9100 - Santa Cruz
- 9100 - Santo António da Serra

### Santana
- 9230 - Arco de São Jorge
- 9230 - Faial
- 9230 - Santana
- 9230 - São Jorge
- 9230 - São Roque do Faial
- 9230 - Ilha

### São Vicente
- 9240 - Boa Ventura
- 9240 - Ponta Delgada
- 9240 - São Vicente

## Porto Santo|Ilha de Porto Santo

### Porto Santo
- 9400 - Porto Santo

## Ilha de Santa Maria

### Vila do Porto
- 9580 - Almagreira
- 9580 - Santa Bárbara
- 9580 - Santo Espírito
- 9580 - São Pedro
- 9580 - Vila do Porto

## Isola São Miguel

### Lagoa (Azzorre)|Lagoa
- 9560 - Água de Pau
- 9560 - Cabouco
- 9560 - Nossa Senhora do Rosário
- 9560 - Santa Cruz
- 9560 - Ribeira Chã

### Nordeste
- 9630 - Achada
- 9630 - Achadinha
- 9630 - Lomba da Fazenda
- 9630 - Nordeste
- 9630 - Salga
- 9630 - Santana
- 9630 - Algarvia
- 9630 - Santo António de Nordestinho
- 9630 - São Pedro de Nordestinho

### Ponta Delgada
- 9500 - Arrifes
- 9555 - Candelária
- 9545 - Capelas
- 9500 - Covoada
- 9500 - Fajã de Baixo
- 9500 - Fajã de Cima
- 9545 - Fenais da Luz
- 9500 - Feteiras
- 9555 - Ginetes
- 9555 - Mosteiros
- 9500 - São Sebastião
- 9500 - São José
- 9500 - São Pedro
- 9500 - Relva
- 9545 - Remédios
- 9500 - Livramento
- 9500 - São Roque
- 9545 - Santa Bárbara
- 9545 - Santo António
- 9545 - São Vicente Ferreira
- 9555 - Sete Cidades
- 9545 - Ajuda da Bretanha
- 9545 - Pilar da Bretanha
- 9500 - Santa Clara

### Povoação
- 9650 - Água Retorta
- 9650 - Faial da Terra
- 9675 - Furnas
- 9650 - Nossa Senhora dos Remédios
- 9650 - Povoação
- 9675 - Ribeira Quente

### Ribeira Grande
- 9600 - Calhetas
- 9625 - Fenais da Ajuda
- 9625 - Lomba da Maia
- 9625 - Lomba de São Pedro
- 9625 - Maia
- 9600 - Pico da Pedra
- 9625 - Porto Formoso
- 9600 - Rabo de Peixe
- 9600 - Conceição
- 9600 - Martiz
- 9600 - Ribeira Seca
- 9600 - Ribeirinha
- 9600 - Santa Bárbara
- 9625 - São Brás

### Vila Franca do Campo
- 9680 - Água de Alto
- 9680 - Ponta Garça
- 9680 - Ribeira das Tainhas
- 9680 - São Miguel
- 9680 - São Pedro
- 9680 - Ribeira Seca

## Isola Terceira

### Angra do Heroísmo
- 9700 - Altares
- 9700 - Nossa Senhora da Conceição
- 9700 - Santa Luzia
- 9700 - São Pedro
- 9700 - Sé
- 9700 - Cinco Ribeiras
- 9700 - Doze Ribeiras
- 9700 - Feteira
- 9700 - Porto Judeu
- 9700 - Posto Santo
- 9700 - Raminho
- 9700 - Ribeirinha
- 9700 - Santa Bárbara
- 9700 - São Bartolomeu de Regatos
- 9700 - São Bento
- 9700 - São Mateus da Calheta
- 9700 - Serreta
- 9700 - Terra Chã
- 9700 - Vila de São Sebastião

### Praia da Vitória
- 9760 - Agualva
- 9760 - Biscoitos
- 9760 - Cabo da Praia
- 9760 - Fonte do Bastardo
- 9760 - Fontinhas
- 9760 - Lajes
- 9760 - Porto Martins
- 9760 - Praia da Vitória
- 9760 - Quatro Ribeiras
- 9760 - São Brás
- 9760 - Vila Nova

## Isola Graciosa

### Santa Cruz da Graciosa
- 9880 - Guadalupe
- 9880 - Luz
- 9880 - Praia
- 9880 - Santa Cruz da Graciosa

## Isola São Jorge

### Calheta (Azzorre)|Calheta
- 9850 - Calheta
- 9850 - Norte Pequeno
- 9850 - Ribeira Seca
- 9875 - Santo Antão
- 9875 - Topo

### Velas
- 9800 - Manadas
- 9800 - Norte Grande
- 9800 - Rosais
- 9800 - Santo Amaro
- 9800 - Urzelina
- 9800 - Velas

## Ilha do Pico

### Lajes do Pico
- 9930 - Calheta de Nesquim
- 9930 - Lajes do Pico
- 9930 - Piedade
- 9930 - Ribeiras
- 9930 - Ribeirinha
- 9930 - São João

### Madalena
- 9950 - Bandeiras
- 9950 - Candelária
- 9950 - Criação Velha
- 9950 - Madalena
- 9950 - São Caetano
- 9950 - São Mateus

### São Roque do Pico
- 9940 - Prainha
- 9940 - Santa Luzia
- 9940 - Santo Amaro
- 9940 - Santo António
- 9940 - São Roque do Pico

## Faial|Isola di Faial

### Horta
- 9900 - Capelo
- 9900 - Castelo Branco
- 9900 - Cedros
- 9900 - Feteira
- 9900 - Flamengos
- 9900 - Angústias
- 9900 - Conceição
- 9900 - Horta
- 9900 - Pedro Miguel
- 9900 - Praia do Almoxarife
- 9900 - Praia do Norte
- 9900 - Ribeirinha
- 9900 - Salão

## Isola di Flores

### Lajes das Flores
- 9960 - Fajã Grande
- 9960 - Fajãzinha
- 9960 - Fazenda
- 9960 - Lajedo
- 9960 - Lajes das Flores
- 9960 - Lomba
- 9960 - Mosteiro

### Santa Cruz das Flores
- 9970 - Caveira
- 9970 - Cedros
- 9970 - Ponta Delgada
- 9970 - Santa Cruz das Flores

## Isola di Corvo

### Corvo
- 9980 - Corvo